# 朝韩非军事区
朝韩非军事区（朝鲜语：／，韩语：／，英語：Korean Demilitarized Zone），是指一段橫越朝鮮半島、作為朝鲜民主主义人民共和国和大韩民国邊界而以三八线為基準的緩衝區地帶，又常稱朝鲜半岛非军事区、韓國非軍事區、朝鮮非軍事區等。1953年7月27日在經歷將近三年的朝鲜战争後，朝鲜战争参战方三边——中国人民志愿军、朝鲜人民军、联合国军——決定於板门店签署《朝鮮停戰協定》，重新确立了由北緯38度線及其周圍地區所組成的朝韩非军事区。
這條非軍事區將整座朝鲜半岛分成南北兩側，並穿過了北緯38度線一角，在非軍事區的西端位於北緯38度線南方，東端則在北緯38度線北方，大體上與作為二战美苏受降分界线的38度線平行，因而朝韩分界线在中国大陆也普遍称为“三八线”。非軍事區北部地區為朝鮮民主主義人民共和國控制，南部地區則由大韓民國控制，同为参战方的中国人民志愿军和駐韓美軍（以联合国军名义）亦曾分别在非军事区北南两侧派驻部分部队，其中前者于1958年完全撤出。直至今日，非軍事區的兩側仍保持敌对状态，附近的居民人數也極少。
整條非軍事區長達248公里，寬度則大約為4公里，這條非軍事區同時也是世界上最多軍人駐守的國界地帶。此外，由联合国軍事停戰委員會負責管理與監督非軍事區，并嚴格禁止雙方試圖進入朝韓非軍事區內。2018年4月27日，南北韓高峰會簽署了《板門店宣言》，提议自5月1日起，停止軍事分界線一帶一切敵對行為，將南北韓非軍事區轉换成和平地帶。但2020年6月16日，為了報復南韓脱北者放飛批評朝鮮政府的傳單，朝鮮人民軍總参謀部警告會再次在非軍事區內駐軍。
美韩方面在非軍事區以西单方面划定了“北方界線”（NLL）。作为回应，朝鲜也在半岛西部海域单方面划定“南方警戒线”。两线作为黄海海域的朝韩海上军事分界区。南北界线重叠海域也成为常發生軍事衝突的重點處。

## 歷史
38度線與旁邊的非軍事區將朝鲜半岛分成了南北兩大半，這是在第二次世界大戰後分別由美國和蘇聯兩大陣營，對其各自支持的政府在韓國的控制範圍所畫出的分界線。不過早在1896年，大日本帝國和俄羅斯帝國便進行了依今日的38度線分界線平分朝鮮半島的秘密會談，但在日俄戰爭後日本決定不管該協定內容，仍逐步將韓國納為其殖民地。在冷戰時期，該非軍事區也淪為局势緊張的國際邊界之一。隨著今日朝韓關係時緊張時緩和，這條非軍事區也成了一特殊要角。如在2007年5月17日時京義線鐵路和東海線鐵路試運行，這也是從過去56年來首次有列車跨越南北韓軍事分界線通行。同年10月2日，大韓民國總統盧武鉉甚至以步行方式穿過分界線進入朝鮮的方式進行訪問，並在同日前往平壤與朝鮮勞動黨總書記金正日參與了南北韓首腦會談。

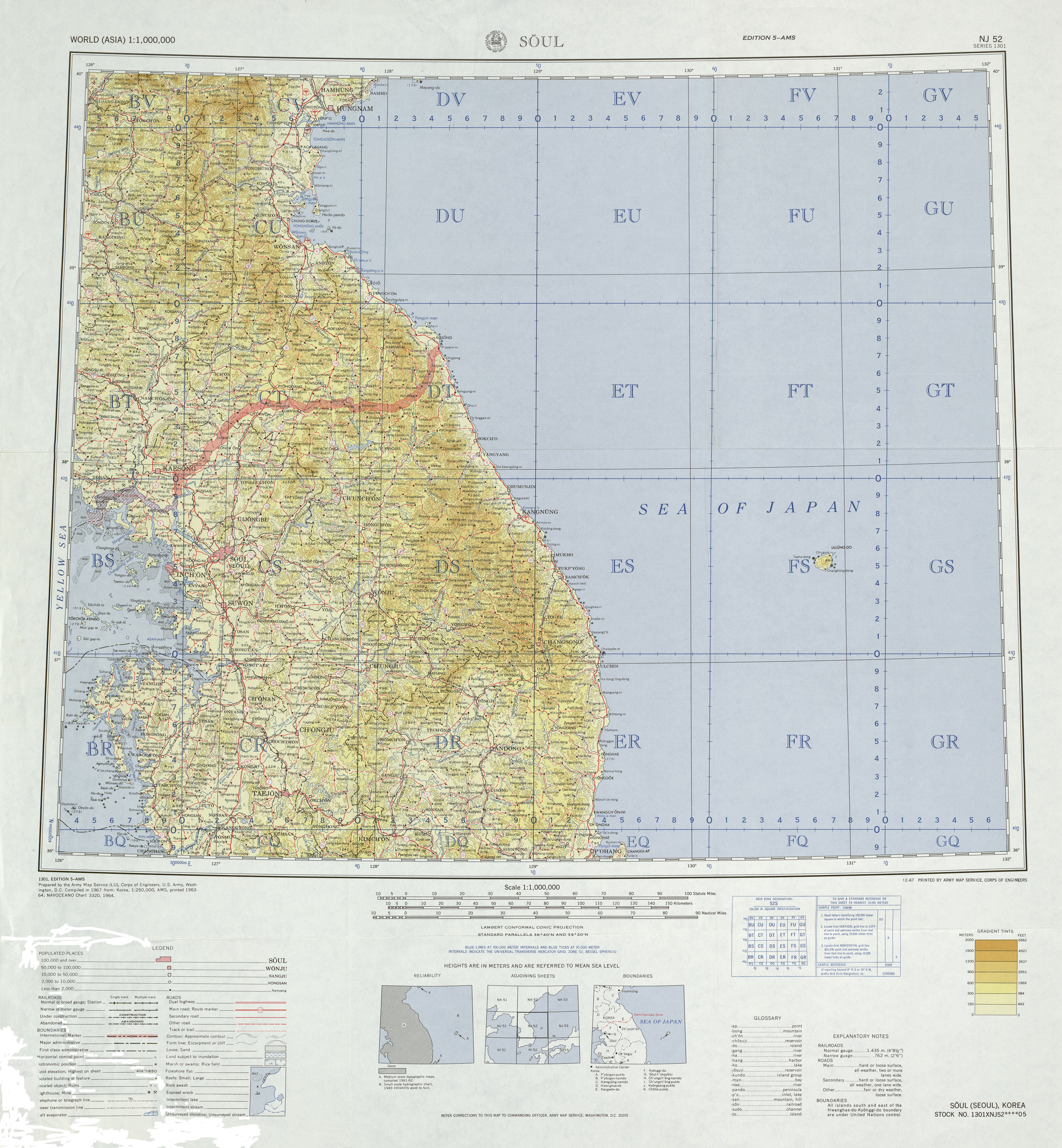
美國軍用地圖上的朝鮮半島，紅色粗線條處即為朝韓非軍事區。

1945年，第二次世界大戰以日本投降的方式畫下了結束的尾聲。在這之前，美國和蘇聯也於雅爾達會議上商定在朝鮮半島以北緯38度線，作為兩方接受日軍投降的範圍界限，北部列為蘇聯紅軍受降區，南部則為美國軍隊受降區。在過去，整個朝鮮半島自1910年開始，受到大日本帝國的殖民統治。以38度線為分界線的理由，一是該線將朝鮮半島分割為近似相等面積的兩部分，二是早在1945年日本撤消朝鮮軍編製時，便是依照此線將38度線以北的朝鮮軍併入關東軍，38度線以南的朝鮮軍併入國內軍。
苏美以北纬38度线划界分别对日军受降，与日军當時的内部编制划分无关，1945年8月7日夜，苏联对日宣战。8月15日日本天皇宣布无条件投降，当时苏军正在东亚大陆上迅速扩大着占领区，而美军此时尚分布于太平洋以西诸多岛屿上。美国认为有必要在东亚大陆上寻求一个支点，决定向苏联提出由美军占领一半的朝鲜半岛，鉴于苏军的推进速度，这个提议需尽快以苏联不易拒绝的方式提出，于是美军上校迪安·里斯克以地图为准选择了北纬38度线简单地将朝鲜半岛分为土地面积大致相等的两个受降区。苏联随即迅速接受了这个提议，因为苏联同时也有意图在日本本岛寻求一个支点，即打算由苏军占领北海道，但这个意图在双方仓促决定38线划分时没来得及作为附带条件，而是之后另外提出的，并被美国拒绝。两周后的1945年9月8日、9日，美军分别在仁川、釜山地区登陆，此前苏军先导部队曾抵达汉城，鉴于双方的协议，又退回38线以北。
38线的划分是时间紧迫下的仓促决定，丝毫没有考虑地理人文因素，军事经济利弊，没有实地测量历史借鉴，因为这仅是一条受降分界线，时效作用都有限，如苏美并未以38线为界，禁止朝鲜半岛上居民的往来，到了1948年也没有以38线为界区分朝韩两国，而是分别只承认单一的一国。对苏美来说，毫无理由要考察日俄战争或延续日军的内部划分标准，日俄战争战争说和关东军国内军说不过是试图提升38线的地位和认可程度，而半岛直接利益者朝韩双方历来都没有承认38线为自己主权边缘。
然而兩大陣營隨即因理念不同，在之後朝鮮的政治路線上出現了糾紛。1948年，以美國為首的西方陣營決定舉辦投票來票選總統，進而創建了大韓民國（簡稱「韓國」）；而北部鉴于大选中出现的各种舞弊行为，在以蘇聯為首的共產主義政權支持下，朝鮮民主主義人民共和國（簡稱「朝鮮」）也自行於朝鮮半島上宣布建國。
接著在1950年，朝鮮半島的兩大陣營爆發了韓戰，此時無論是朝鮮還是韓國都十分依賴自己陣營的支持與援助。在蘇聯的支持及幫助下，首個月的戰事中朝鮮人民軍發起了攻勢越過38度線入侵韩国，甚至在1950年9月時已占領幾乎一大半的朝鮮半島。聯合國授權負責阻止此次戰爭的聯合國軍，在道格拉斯·麥克阿瑟將軍的指揮下支援了韓國展開了反擊，並於同年11月時將整個情勢扭轉過來。但之後同是共產政權的中華人民共和國，為避免自己暴露在冷戰衝突的直接威脅中，派遣了中國人民志願軍支援了朝鮮干預整場戰事。最後戰爭又再次回到38度線附近進行消耗戰，並於1953年結束整場戰事。然而這場因思想路線而爆發的衝突，早在1950年6月25日朝鲜南侵一年后，便已奪去了300萬人的生命，並導致朝鮮半島必定分裂的後果，此后兩年雙方维持消耗战。
1951年11月27日，雙方開始就軍事分界線及非軍事區的問題於談判桌上達成了協議：「以雙方現有實際接觸線為軍事分界線，雙方各自由此線後退兩公里以建立停戰期間的非軍事地區。如軍事停戰協議在本協議批准後30天之後簽字，則應按將來雙方實際接觸線的變化修正上述軍事分界線與非軍事區。」至12月10日，双方参谋人员确定了非军事区的南北界限。
1953年7月27日上午10時，朝鮮、中華人民共和國與聯合國軍在板門店簽署了《朝鮮停戰協定》和《關於停戰協定的臨時補充協議》兩項停戰協定，並決定建立一條非軍事區將朝韓分隔南北。雙方都同意以38度線為基礎，以自1953年7月27日22點整時軍隊所實際控制邊界為起點，將各自的軍隊退到2000公尺遠的地方（約2200碼），建立一個東西向的緩衝地帶——也就是總寬4公里（約2.5英里）的南北韓非軍事區。
自此南北韓陷入僵局，38度線及其附近的非軍事區成為了朝鮮民主主義人民共和國和大韓民國實際統治區的界線。兩方都在這條邊境線兩側駐紮了大量的部隊，以防範另一方可能的潛在侵略舉動。停戰協定並沒規定兩方僅能有多少規模的軍人進駐，也沒說雙方駐守軍隊只能擁有什麼的武器，因此對於對方大量駐軍之事其實無法管制。雙方士兵可以在該区內進行巡邏，但他們按理說並不能跨過非軍事區正中央的軍事分界線。不過在1953年到1999年之間，由於彼此的敵對仍是在非軍事區內爆發了多次零星的軍事衝突，朝鮮人民軍至今也已經殺害了近500名韓國國軍士兵和50名美軍士兵。而在海上由非軍事區延伸的北方界線（NLL）也爆發了多次的朝韓海上武裝衝突；如在2010年11月23日時，朝鮮便曾炮擊延坪島，導致島上多棟建築物起火，並造成韓國方面兩名軍人死亡、多名軍人以及平民受輕重傷。

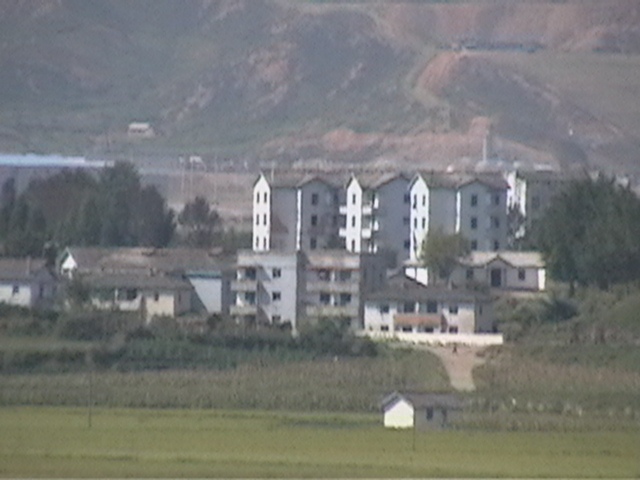
機井洞的建築聚落。

在非軍事區坐落邊境有兩座村莊，分別為韓國臺城洞以及朝鮮機井洞，它們也被列為共同警備區的一部份； 兩座村莊各自由韓國和朝鲜政府自行管理，並由停戰委員會負責監督停火一事。位在非軍事區南方的臺城洞村落是一個傳統的村落，由韓國政府嚴格地控制著；韩国政府只允許在村落中有共同先祖的居民才可居住，如此嚴格的人口限制導致村落的人數偏低，而生活水平也維持在韓國一般鄉村的水平之下。不過臺城洞村落實際在軍事上是由聯合國軍司令部管轄，聯合國軍（主要是美軍）每年會派遣近240人於此警戒著，他們並將該村代號命名為「自由村」。到了2008年時，該村約有218人，且留下來的多為韓戰爆發前，此處土地擁有者的後裔所居住。在臺城洞中，居民被徹底要求實施宵禁以及失去居住遷徙等自由，不過相對的也享有不用於大韓民國國軍服兵役以及繳交稅收的補償措施。
在非軍事區北方的機井洞則只有少量負責管理的人留下，原本就很少的居民也已撤往他處。之所以有這個管理與警戒人員較一般民眾多的村子，是因為在停戰協議後，韓國先建立了臺城洞村落，這使得朝鮮政府也認為對方應容許他們也能在共同警備區域附近建立村落。今日，联合国军的士兵稱該地為「宣傳村」，因為該朝鮮村落政治宣傳的功能遠比實際居住的功能還高，在那裡只有少數負責清潔和開燈的人居住。儘管在遠處看，該村就像現代村落一般，但是在望遠鏡的觀察下會發現村落一些建築物的窗戶竟是沒有玻璃的。
2018年4月27日，南北韓高峰會簽署了《板門店宣言》，提议自5月1日起，停止軍事分界線一帶一切敵對行為，將南北韓非軍事區轉换成和平地帶。
2019年4月27日，《板門店宣言》发表一周年之际，韩国政府首次向普通民众开放非军事区内部分道路用于观光游览。
2020年6月16日，為了報復南韓脱北者放飛批評朝鮮政府的傳單，朝鮮人民軍總参謀部警告會再次在非军事区內駐軍。

### 入侵

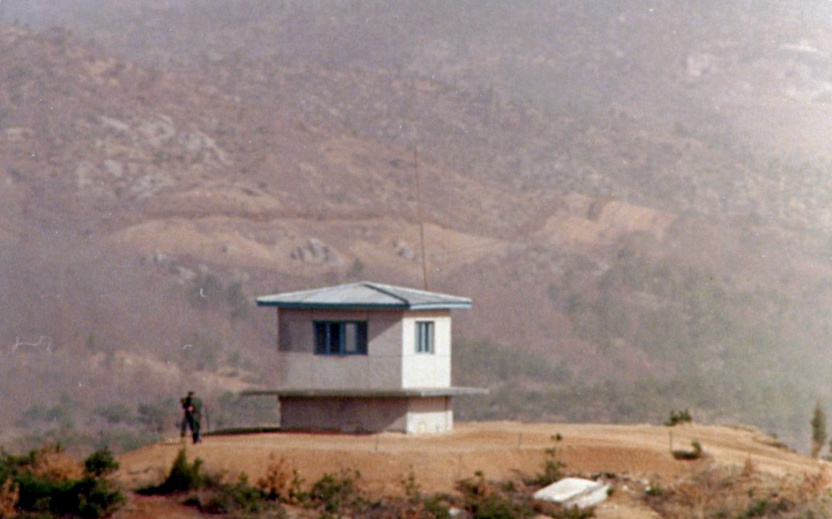
自共同警備區由內往外看到一部分的朝鮮非軍事區，在過了圍籬後便會進入朝鮮的地雷區，這些駐守於此的衛兵每日得監視是否有可疑腳印、危險跡象以及朝鮮的挑釁行為，這張照片攝於1976年1月。

在標定分界之後，非軍事區發生了多次入侵事件，且多數是由朝鲜軍方所主導的，但是朝鲜政府從沒有直接承認這些事件其所擔負的責任。這些事件包括有：
- 1966年10月－1969年10月：爆發了朝韓非軍事區衝突。一系列在非軍事區沿線的小規模衝突導致43名美軍士兵、299名韩国士兵以及397名朝鲜士兵陣亡，這些一連串的軍事衝突也有「第二次韓戰」之稱[16]。
- 1968年1月17日：爆發了青瓦台事件。31名朝鮮民主主義人民共和國的特種部隊人員伪装成韩国士兵，成功越過軍事分界線侵入位在青瓦台的韩国總統官邸，企图暗杀當時任職韩国总统的朴正熙[17]。但最後該次任务失败，29位特種部隊隊員因槍戰陣亡、一人決定自行了斷而最後一人則被俘虜，而另一方面總共有两名韩国警察和五位平民被殺害。其他报告則表明有多达68名韩国人死亡、66人受伤，在這其中又包括约24名平民。在非军事区附近阻止突击队逃回朝鲜的战斗中，又有三名美国人丧生，另外還有三人受伤[18]。
- 1968年10月：130名朝鲜突击队员攻入韩国江原道南部的三陟市和蔚珍郡。結果最後該突擊隊有110人陣亡、7人被俘以及13人成功逃脱。
- 1969年3月：六名朝鲜渗透人员成功越过边界，在江原道邊界附近杀害了一名站岗的韩国警察。
- 1969年10月：朝鲜渗透人员在靠近南部边界的非军事区槍殺了四名美国士兵。
- 1970年4月：在京畿道金川郡處發生战斗，戰鬥中三名朝鲜渗透者皆被擊斃，另外還有五名韩国士兵受輕重伤。
- 1974年11月20日：第一条朝鲜秘密在非军事区下挖掘的滲透隧道被发现，但在探索該隧道時韓美聯合調查隊誤中詭雷，兩人當場炸死（包括一名美國人），另有六人因此輕重傷。
- 1975年3月：第二条朝鲜渗透隧道被发现。
- 1976年6月：三名朝鲜渗透人员在非军事区东段以南和韩国士兵交火，最後三人皆遭擊斃，另有六名韩国士兵陣亡、六名韩国士兵受伤。
- 1976年8月18日：爆發板門店事件。美軍在朝鮮半島板門店附近的「共同警備區」（JSA）裡砍伐楊樹時，遭到朝鲜軍人的攻擊，其中兩名美軍軍官被斧頭蠻橫砍死，另外有四名美軍士兵和五名韩国士兵受輕重傷，朝鲜方面的伤亡人数与此相仿[19]。該事件發生後三天，朝鮮半島局勢一度緊張，支持朝鲜的蘇聯和中華人民共和國與支持韩国的美國也一度在外交上散發出火藥味[20]。不過這起事件嚴格上並不認為是「滲透」行為所導致，因為該事件發生在原本應為中立區的共同警備區內。這起事件又被稱為「斧頭殺人事件」、「楊樹事件」等。
- 1977年7月14日：一架CH-47直升機闖入了北方非軍事區後遭到擊落，三名機組人員因故死亡，另有一人存活遭俘虜。這也是自《朝鮮停戰協定》簽定以來，第六起類似的案件[21]。
- 1978年10月：第三条朝鲜渗透隧道被发现。
- 1979年10月：三名朝鲜渗透人员试图渗透非军事区东段时被拦截，其中一人遭到擊斃。
- 1979年12月6日：一個美軍巡邏隊無意中越過了非軍事區，在軍事分界線內又闖入朝鲜所埋設的雷區。地雷爆炸後導致一名美軍士兵喪生，另有四人受輕重傷[22]。
- 1980年3月：三名朝鲜渗透人员试图跨过漢江时被擊斃。
- 1981年3月：三名朝鲜渗透人员在江原道被发现，一人遭擊斃。
- 1981年7月：三名朝鲜渗透人员在临津江上游中遭發現並當場擊斃。
- 1982年5月：两名朝鲜渗透人员在东海岸被发现，其中一人被打死。
- 1990年3月：第四条朝鲜渗透隧道被发现，美國與韩国軍方預測類似的滲透隧道在非軍事區應該還有17條左右。
- 1992年5月：三名穿着韩国制服的朝鲜渗透人员在江原道北部的铁原郡被擊斃，另外還有三名韩国人受伤。
- 1994年12月17日：一架OH-58奇奧瓦偵察直升機闖入朝鲜境內將近10公里後，遭朝鲜軍方擊墜[22]。
- 1995年10月：两名朝鲜渗透人员在临津江被拦截，其中一人被當場擊斃，另外一人則順利逃脱。
- 1996年4月：数百名朝鮮人民軍进入了共同警备区域和其他三處非軍事區內，這已經嚴重违反了停战协定的內容。
- 1996年5月：七名朝鲜士兵越過非軍事區，但在韩国軍隊進行警告射擊時撤退回朝鲜。
- 1997年4月：五名朝鲜士兵於鐵原郡處越過了軍事分界線，韩国軍隊對此進行了警告射擊。
- 1997年7月：14名朝鲜士兵越過了軍事分界線，雙方進行了將近23分鐘的交火。
- 2000年10月26日：兩架美軍飛機在觀察韩国軍隊的軍事演習時，越過了非軍事區[22]。
- 2006年5月26日：兩名朝鲜士兵闖入朝韓非軍事區，越過了邊界且一度進入了韩国領土。在他們即將返回朝鲜時，韩国士兵鳴槍警告。
- 2006年10月7日：在韩国士兵鳴槍警告下，朝鲜士兵短暫地越過邊境一側。
- 2009年10月27日：一名於韩国通緝的豬農透過非軍事區圍欄的破洞叛逃到朝鲜[23]。
- 2010年3月4日：數名朝鮮人民軍士兵為尋找一名叛逃的人民軍逃兵，越過了作為在非軍事區分隔南北韓的軍事分界線。大韓民國國軍遂即對這批朝鮮人民軍隊伍鳴槍警告，然而在人民軍隊伍正準備撤離（英语：Withdrawal (military)）時卻擊中一人致死。[24]。
- 2010年10月29日：兩名朝鲜士兵在韩国華川郡開槍示威後，韩国軍隊立即開了三槍來作為回報[25]。
- 2012年10月2日：一名朝鲜士兵向南跨越軍事境界區，進入韓國陸軍陣地要求投誠，後稱「敲門歸順案」[26]。
- 2017年11月13日：朝鮮人民軍士兵吳青成駕駛吉普車進入板門店逃亡，逃亡途中被朝鮮人民軍槍擊7槍受重傷，之後被緊急送往首爾亞洲大學附屬醫院由槍傷權威李國鐘醫生開刀急救[27]，經治療後康復出院，現居住於首爾。
- 2023年7月18日，美军士兵特拉维斯·金在板门店旅游时闯入朝鲜境内，被朝鲜当局拘留[28]。

## 共同警備區

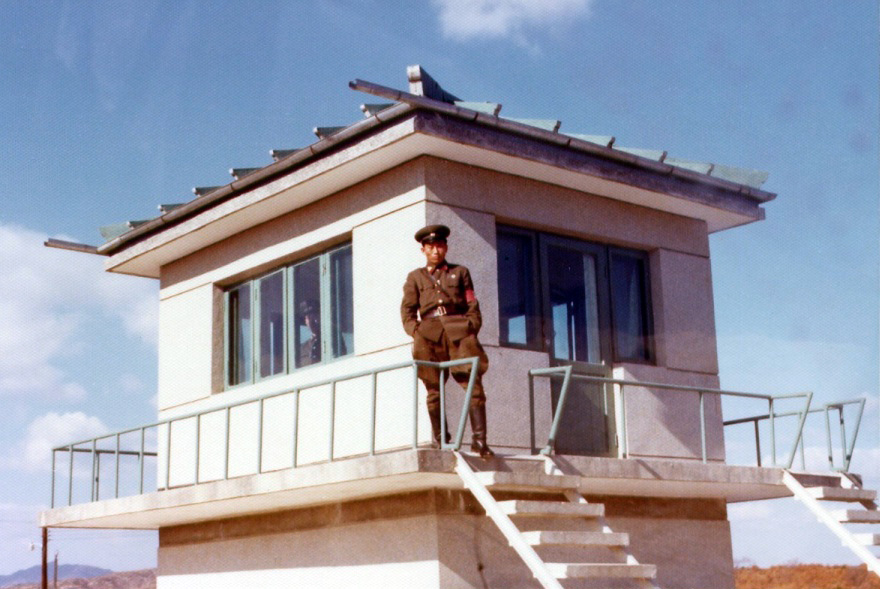
一座朝鮮人民軍於共同警備區內沿著公路建造的出入境檢查站，攝於1976年3月。

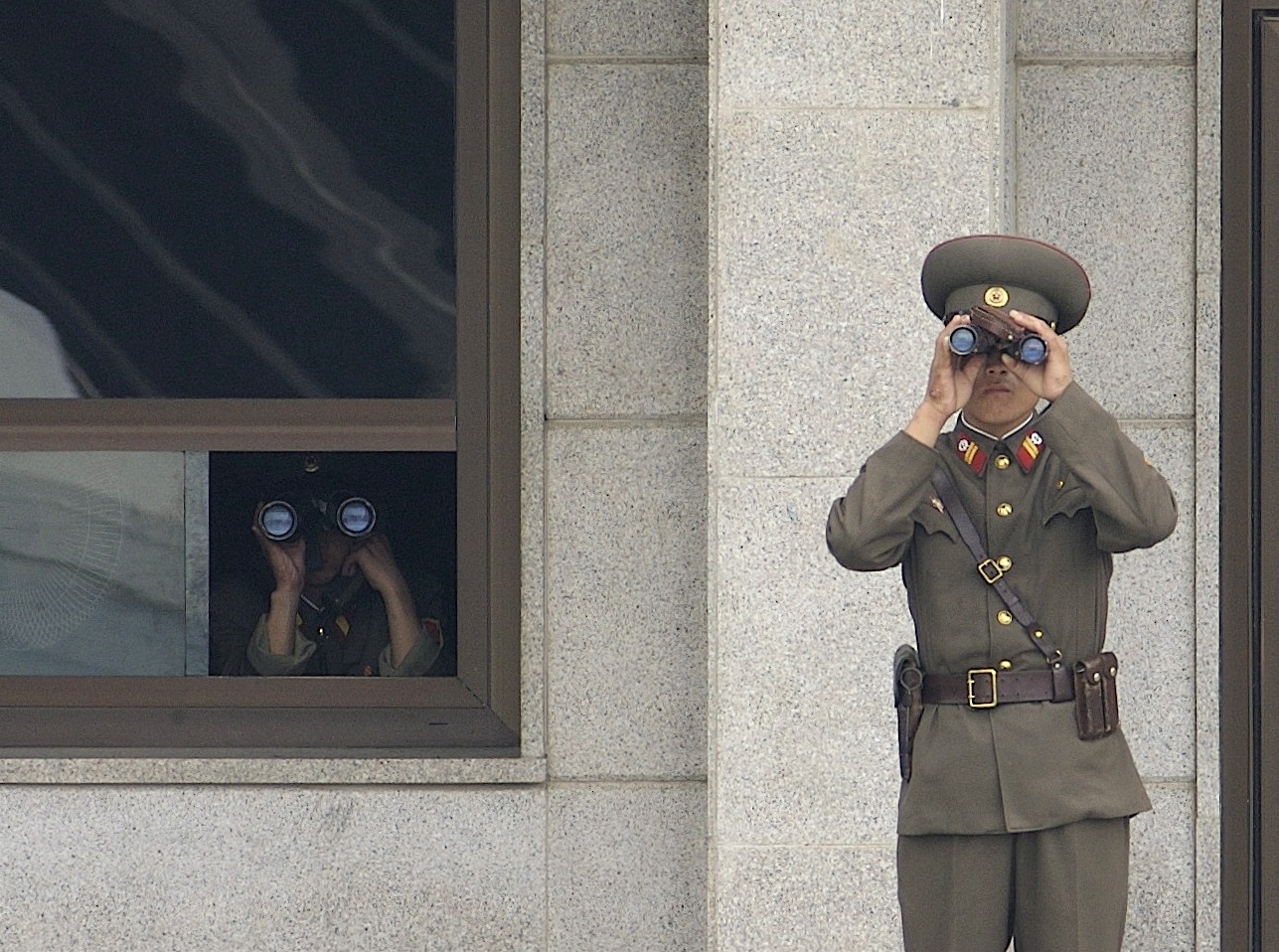
到了今日，朝鮮人民軍士兵在執行勤務時仍會不斷監視著南側共同警備區。

共同警備區（JSA）是指坐落於朝鮮半島韩国與朝鲜，位在北緯三十八度停戰線板門店附近一個直徑800公尺圓周範圍的區域；也有許多媒體稱呼這範圍的聚落為「停戰村」，不過實際上只有在板門店、機井洞、臺城洞村落才有較為明顯的房屋聚集現象。這個離首爾約60公里、離平壤約215公里的村落，在過去被視為韩国與朝鲜之間唯一的連接地點。但到了韓戰停戰近56年的2007年5月17日時，韓國鐵道公社的列車被允許透過東海北部線越過朝韩非军事区後，板門店便不再是唯一能連結朝鲜的地點。
在共同警備區內，聯合國軍方和朝鲜軍方的警備崗哨相鄰；大多數建築物蓋在軍事分界線南北兩側，不過也有些建築物跨過分界線建造。在由瑞士、瑞典、捷克與波蘭組成的中立國停戰軍事委員會監察下，自1953年以來所有的南北韓談判都於共同警備區進行，包括軍事談判、兩韓統一等議題都曾於此搬上談判桌爭論，這也有助於雙方不會隨便因小衝突而爆發更大的戰爭。有趣的是，軍事分界線直接穿過會議室的談判桌正中間處，使朝鲜軍方與聯合國軍司令部（主要由韩国與美國代表）仍能於各自地盤面對面談判。
雖然今日共同警備區內狀態平靜，但從過去到現在都是韩国與朝鲜暗中進行武力威脅；自1953年以來，共同警備區已發生數起小規模衝突。如1976年8月時的板門店事件，為此美軍一度要發動保羅·班揚作戰計劃達成原定目標─砍伐那棵肇事的楊樹。經歷這場衝突後，過去雙方士兵們被允許於共同警備區跨越軍事分界線的特權自此撤銷。
另一件常被提起的例子為1984年11月23日時，一群來自蘇聯的遊客在朝鲜官員陪同下，前往朝鲜控制的共同警備區北側觀光。但其中一名遊客立刻跑過軍事分界線說他想要投誠。朝鲜軍隊立即追趕並對他開槍示警。不知情的韩国邊防部隊立刻開槍還擊，並包圍試圖追趕蘇聯遊客的朝鲜士兵。事件中有三名朝鲜士兵因為追趕而被擊斃，事后，那名投诚者平安到达韩国，并最终顺利到达美国。
2009年年底，韩国軍隊協同聯合國軍司令部開始整修共同警備區內三座崗哨和兩座檢查站的建築物，為了擴大建築結構範圍並施行現代化工程。一年後，軍事分界線另一側的朝鲜也決定整修下轄四座共同警備區的哨所。

## 入侵隧道

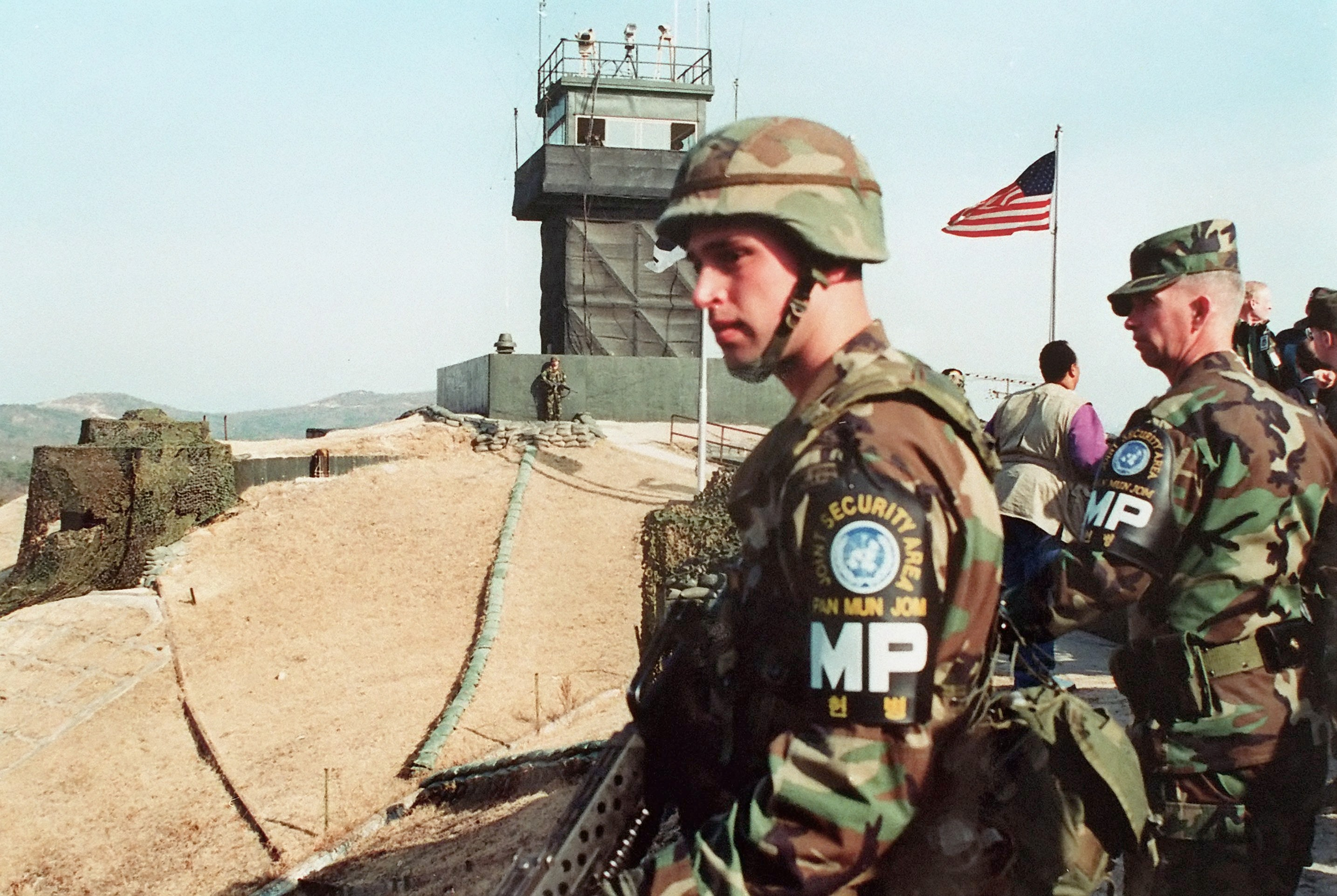
隸屬聯合國軍的美軍憲兵正巡視韩国共同警備區的一座瞭望塔，攝於1997年3月25日。

自1974年11月15日开始，韩国发现了四条朝鲜挖掘、穿过非军事区的隧道。透過這些隧道朝鮮人民軍能自由地闖入韩国國境，不過這些隧道的源頭都已被爆破而不知去向。 在隧道被韩国軍方發現後，朝鲜單方面聲稱隧道是為了開採煤礦而挖掘的 ，但是至今並沒有在遭發現的隧道內找到煤礦的蹤影。人們推測這些隧道是朝鲜強硬挖掘花崗岩而成，為了在發現時有作為藉口的說法，有些隧道在牆壁上被漆成類似無菸煤的黑色外觀。
這些隧道已被認為是朝鲜入侵韩国時，所規劃能迅速闖入的軍事路線。每個隧道寬度雖然不夠坦克或是車輛通行，但也大到足以讓一個準備完全的步兵師在一小時內快速通過。各條隧道採南北方向的部署，僅有單一隧道並無其他分支結構。每次發現一條入侵隧道時，韩国也發覺朝鲜在隧道工程上變得越來越先進。例如被發現的第三條向南延伸的隧道內，其地面結構稍微傾斜向上，以防止水滲入卻無法流出，形成一大攤阻礙通過的死水。至今共有四個隧道已經被發現，但是軍方相信應該還有多達十幾條隧道還存在著； 韩国和美國士兵朝韓非軍事區定期演練，其中一個目的是希望能找到更多條的入侵隧道。到了今日，外來的遊客已被允許在導遊的帶領下，參觀第二、第三和第四條隧道。

### 第一條隧道
第一条隧道位于京畿道涟川郡百鹤面浦春里，由一名正在巡逻的韩国士兵发现，当时该士兵发现蒸汽从地面往上升。在前往仔细检查时，发现朝鲜士兵並与之交火。五天后在探索该隧道时，美国海军指挥官罗伯特·巴林尔和韩国海军陆战队少将金河哲因一枚朝鲜安裝的爆裂物而身亡，另外還有聯合國軍司令部的五名美方人員和一名韩國人受伤。
該隧道高度約為1.2公尺（約4英尺）、寬度約為0.9公尺（約3英尺）；預測整體長度有1,000公尺以上（約1,100碼），藉此橫越軍事分界線使軍隊得以滲透韩国境內。整個隧道外牆採鋼筋混凝土板建造，並附有電力和照明。除人員通道外，尚有武器儲存庫和人員睡眠區等，地板上也早已安裝有窄軌鐵路的跡象。以這些為基礎估計，這條隧道的規模能每小時讓將近2,000多名的朝鮮人民軍士兵快速通過。

### 第二條隧道
1975年3月19日，第二條隧道也被韩国軍方發現。這條隧道與第一條隧道的長度、設計、建造等都十分相似，同樣被推測是朝鲜拿來入侵的地下隧道。儘管它位在將近50到160公尺（約160英尺和520英尺）深的地底，但大小卻大於第一條隧道，整個隧道大小為2×2公尺（約7×7英尺）。

### 第三條隧道

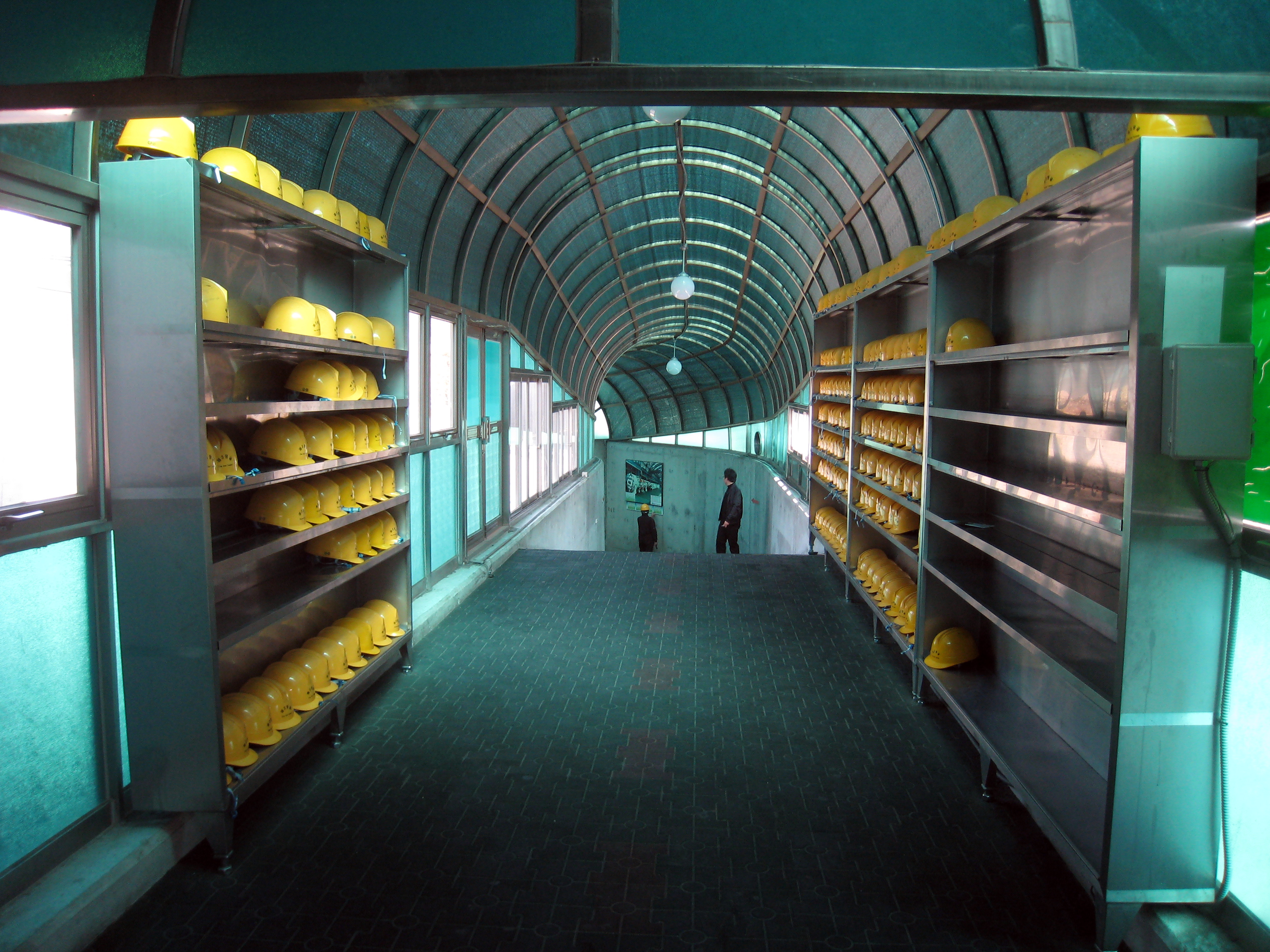
進入第三條入侵隧道的訪客入口。

1978年10月17日，第三條連接朝鲜和韩国的隧道在板門店邊境處被發現。不同於前兩次韩国軍方發現的隧道，第三條隧道是由一位逃往韩国的朝鲜脫北者，於1978年10月時自行提供情報而找到的。這條長約1.7公里（約1.1英里）、高度與寬度各為2公尺（約6.6英尺）的隧道，貫穿岩層坐落在地下約73公尺（240英尺）的深處；更甚者，這條隧道距離大韓民國的首都首爾只距離44公里（27英里）。這條隧道明顯是朝鲜專為突襲首尔而建造的，每小時可以輕鬆的讓30,000多人攜帶輕武器快速通過。在發現第三條隧道後，聯合國軍司令部首次大幅指責朝鲜威脅韩国的國土安全，且嚴重違反自1953年韓戰結束時簽署的停戰協定。他們認為朝鲜想要透過「隧道」攻擊韩国，並認為這是朝鲜侵略行為的一部分。
起初，朝鲜否認他們挖掘隧道是為入侵韩国，然而牆上損壞的詭雷和異常的水渠方向都使朝鲜的說法令人無法信服。之後調查團聲稱朝鲜所說的煤礦挖掘隧道，牆上看似黑色「煤」的樣子是撤出士兵漆上的。同時，報告也指出隧道所在地區不可能有煤存在。該隧道牆壁是火成岩的花崗岩，而煤則出現在完全不同形成方法的沉積岩層。
到了今日隧道內部仍嚴格保密，禁止人們在隧道內錄影拍攝。雖然無法拍攝照片留念，但第三條隧道仍是繁忙的旅遊景點，韩国政府在隧道開頭為有許多禮品店聚集的大廳，遊客可自一長陡坡進入隧道觀看。韩国政府在隧道內的軍事分界線處，用混凝土製路障將隧道封鎖。

### 第四條隧道
1990年3月3日，第四條隧道被發現。這條地下隧道的尺寸為2×2公尺。在結構上，第四條隧道的建築方法與之前的第二和第三隧道幾乎是相同。

## 聚落建築

### 板門店

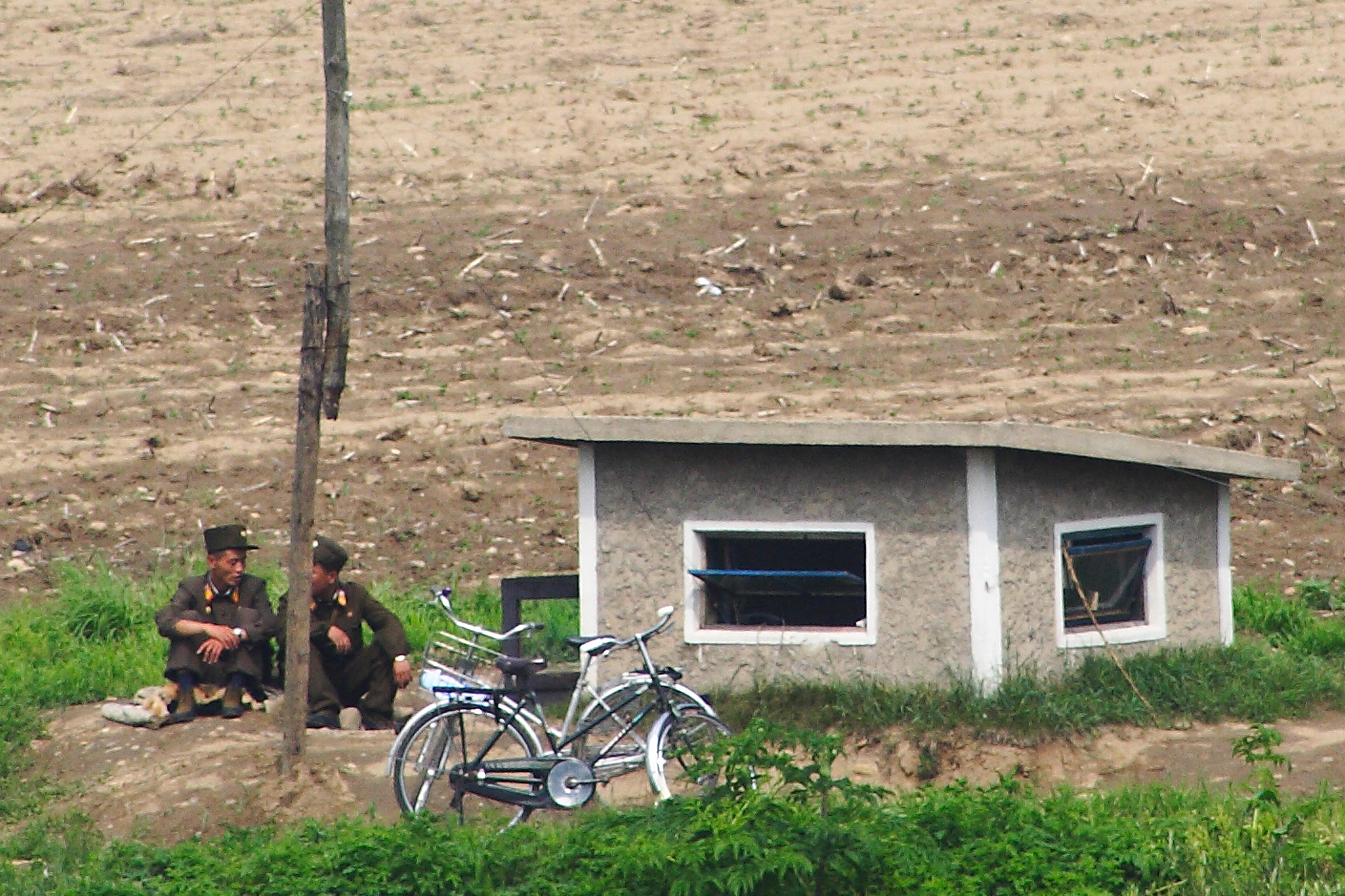
北朝鮮機槍堡

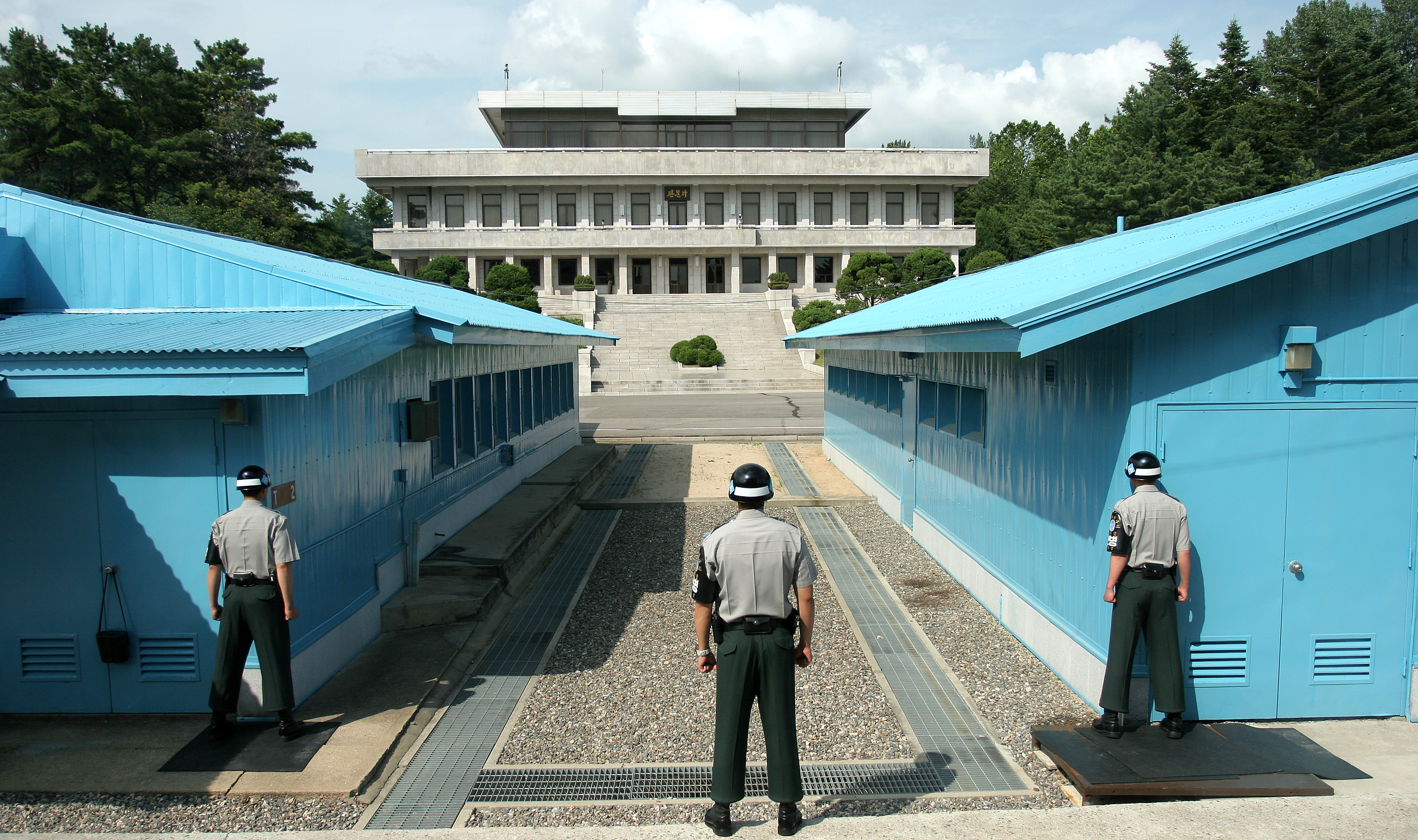
三名大韓民國國軍憲兵在朝韓非軍事區的板門店處監視著分界線。

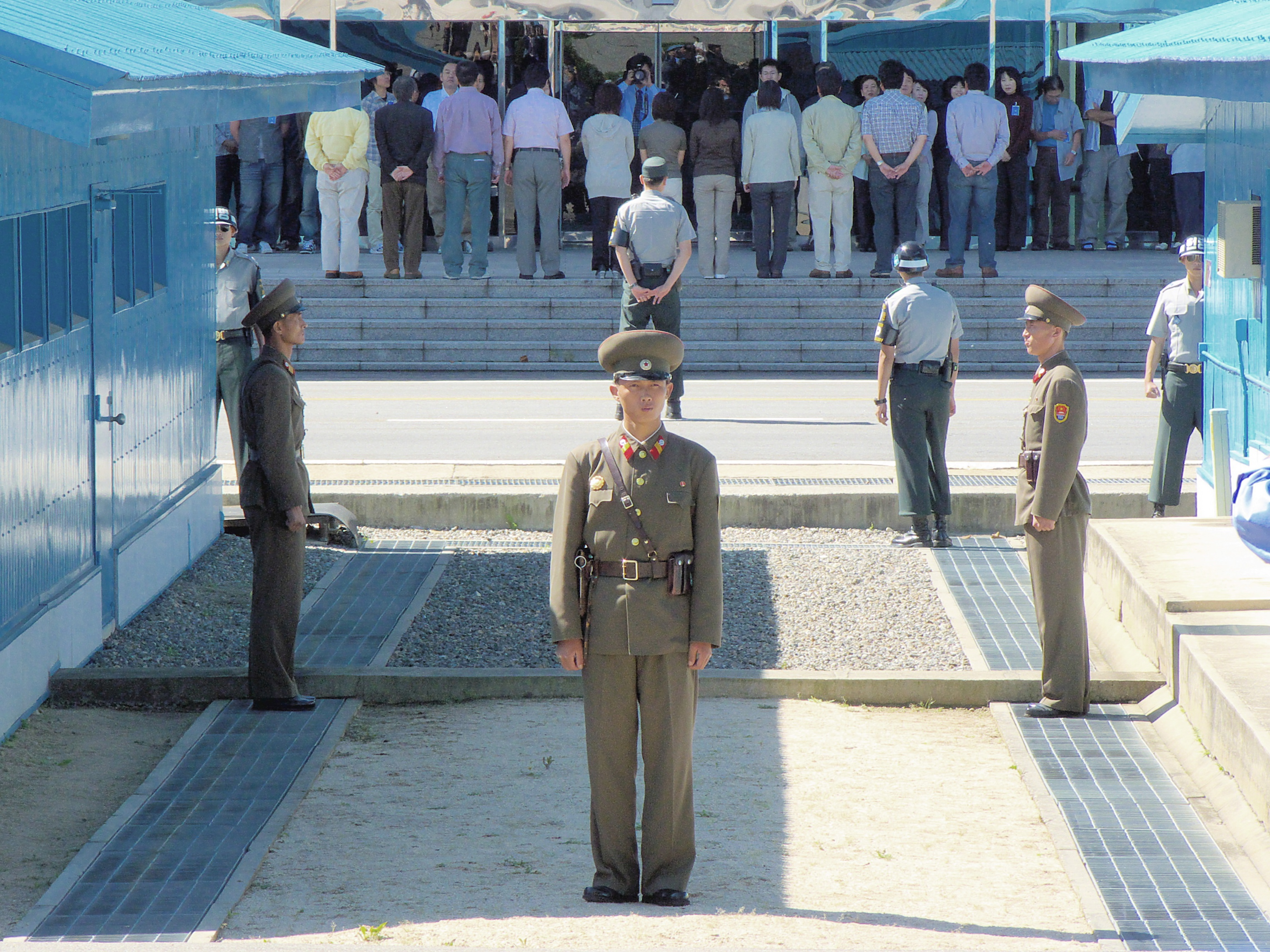
駐守在板門店的朝鮮人民軍軍人（面對者）與韩国憲兵（背對者）。一旁的建築由聯合國所管轄，主要於兩韓的停戰談判時使用，其身後微微凸起的門檻即為軍事分界線。

板門店（韓語：판문점）是位於韩国與朝鲜之間北緯三十八度停戰線上的一個村落，在管轄上應是隸屬於京畿道，不過實際上則是作為朝鲜和韩国的分界處。在雙方經歷韓戰以後，1953年7月27日時韩国與朝鲜的代表便是於此簽定《朝鮮停戰協定》。板門店之名則得自於停戰條約簽定地點附近，有一間賣香煙的同名雜貨店。目前由於分治的影響，在簽署停戰協定時儘管板門店的建築仍然被保留著，但是穿插非軍事區中間的軍事分界線將房屋北方一側的主權交與朝鲜。板門店與柏林圍牆被視為冷戰時期的象徵，同時它也是當今最後一個冷戰後仍在使用的產物。
在軍事停戰委員會的監督下，朝鲜與韩国雙方在距離首爾53公里、距離開城特級市10公里處的臨時營棚外討論於哪處建立彼此的窗口，最後雙方同意在比談判地點更南側的板門店為窗口的所在地。當時，這裡僅擁有10棟的小木屋於此。雙方準備於此簽署停戰協定時，在高級代表的監督下於48小時內建造了一棟專為簽署協定的會議室。其中，由朝鲜提供勞動力和一部分的建築材料；聯合國軍司令部亦提供了一部分的建築材料，以及發電機和照明設施使這項工程能在夜間持續進行。
在簽署了停戰協定後，1953年9月擴大對板門店守備規模，此即為共同警備區。隨著該範圍的確立，聯合國軍司令部（主要為美國和韩国）與朝鲜都在此處的會議室進行談判。戰爭結束後，所有平民在官方的幫助下自非軍事區撤離，板門店因無人居住其一般民眾建築多已年久失修，最終拆除消失。不過仍有一座位在朝鲜國境內的建築已經過改造，以此成立了朝鮮民主主義人民共和國和平博物館。
2006年10月31日，美國軍方決定把板門店共同警備區的警備任務正式移給韩国。今日在距離首爾約60公里、距離平壤約215公里的板門店內，除了有由瑞士、瑞典、捷克、波蘭等四國監察的中立國停戰軍事委員會總部、跨越軍事分界線的藍色外觀會議室外，還設有韩国的和平之家以及朝鲜的板門館等設施。1994年時朝鲜擴建當時名為統一閣的板門館，將其改建增加了三層樓之高。1998年，韩国建立了一個新的和平之家，新的大樓納入了舊和平之家的設計。和平之家主要成員為紅十字會工作人員，他們的目標是能讓因韓戰而破碎的家庭再次團聚。今日，板門店每日的對外開放觀光名額有限，同時進入該處衣著必須端整，男士不得穿運動服、牛仔褲、留有長髮等不正式裝扮，女士則不得穿短裙、短褲等暴露衣物。遊客必須隨身攜帶護照，且不得攜帶10歲以下的兒童進入。

### 臺城洞

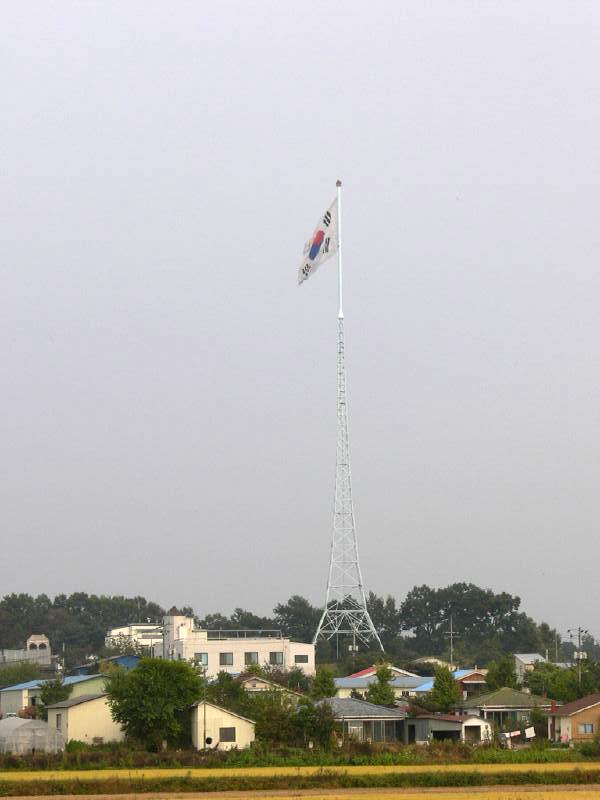
韩国臺城洞村落，村子最高的旗桿上飄揚著大韓民國國旗。

臺城洞（：／） 為韩国最靠近朝鲜邊境的一個村莊，它直接坐落於南北韓非軍事區（DMZ）中，是非軍事區韩国方唯一一座有平民居住的聚落。這個隸屬於坡州市的村子距離不歸橋僅約一公里，而距朝鮮民主主義人民共和國的開城特别市也僅有12.07公里（7.5英里）；距板門店0.966公里（0.6英里），而與實際的軍事分界線（也就是南北韓的邊界）僅相距350公尺（約1,150英尺）。
距離臺城洞對面一公里處即為朝鲜在非軍事區的村莊——機井洞，在這裡可以觀察到朝鮮半島的分裂狀況，無論是臺城洞還是機井洞兩者都有高大的國旗旗幟飄揚。儘管在非軍事區內任何國家並不能對此直接宣稱主權，但臺城洞的居民被列為韩国平民是無庸置疑的。他們受到韩国政府的法律保障，享有著一定的權利與限制，主要產業為種植人蔘。在這裡的居民與韩国各地民眾共享相同的權利，如受教育權和投票權，同時他們能夠免徵兵以及不用納稅。
但是居民也有許多事項被牢牢限制著，包括限制了他們的居住自由、不得隨意更換居住地，以及每天晚上11點時實施宵禁（：／）。婚姻方面，村中女子嫁給村外人後即喪失村民資格；除了村外女子嫁到此村之外，亦不得有其他外人遷入。

### 機井洞

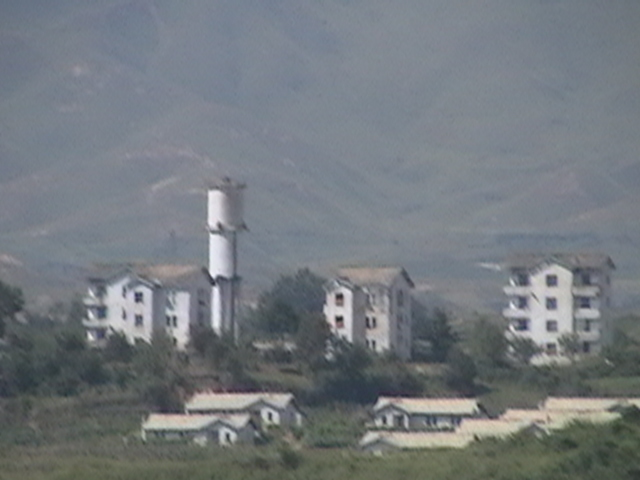
自韩国見到的朝鲜機井洞，只能看到在非軍事區上僅有如空殼的公寓大廈。

機井洞（韓語：기정동）為朝鲜最靠近韩国邊境的一個村莊，它有近一半位於朝韓非軍事區（DMZ）中。隸屬於開城特别市的機井洞，又被朝鲜命名為「和平村」（평화촌），而亦有外人稱呼其為「宣傳村」（선전마을）。1953年韓戰結束後，朝韓雙方所簽署的《朝鮮停戰協定》中允許機井洞保留在4公里寬（約2.5英里）的非軍事區內。
朝鲜政府宣稱機井洞尚有200家集體農場，能為該村以及朝鲜各地提供糧食；另外還有兒童保育中心、幼稚園、小學和中學，以及一所地方醫院在此處服務。但是經過多次的觀察，外人已經知道這座朝鲜南方小村莊實際上並無人居住於此，機井洞為1950年代時朝鲜決定花費高額費用宣傳自身以及鼓勵韩国人士投誠而發展。同時，這村落和房子也成為朝鮮人民軍的砲兵陣地網絡之一，讓朝鲜的防禦工事和地下掩體更加緊臨邊境。
村莊里的建築為混凝土製的多層大廈和公寓，這些建築都幾乎為同一樣式。此外，在村莊內還架設有電線網絡，這些設施在1950年代時可說是前所未有的高水平，甚至韩国由南到北的農村都還沒架設這類「奢侈品」。在明亮的藍色屋頂和白色牆壁的建築物旁，插有著大量的朝鮮民主主義人民共和國國旗，尤其是自韩国邊境往外望更為顯眼。但是在經由現代伸縮鏡頭審視後，人們了解到這些樓宇僅僅只是空殼而已，有些公寓甚至連窗戶玻璃和室內房間都沒有。為了製造該村莊仍有人活動的假像，一群管理員會在設定的時間內將建築或人行道的燈火開啟和關閉。

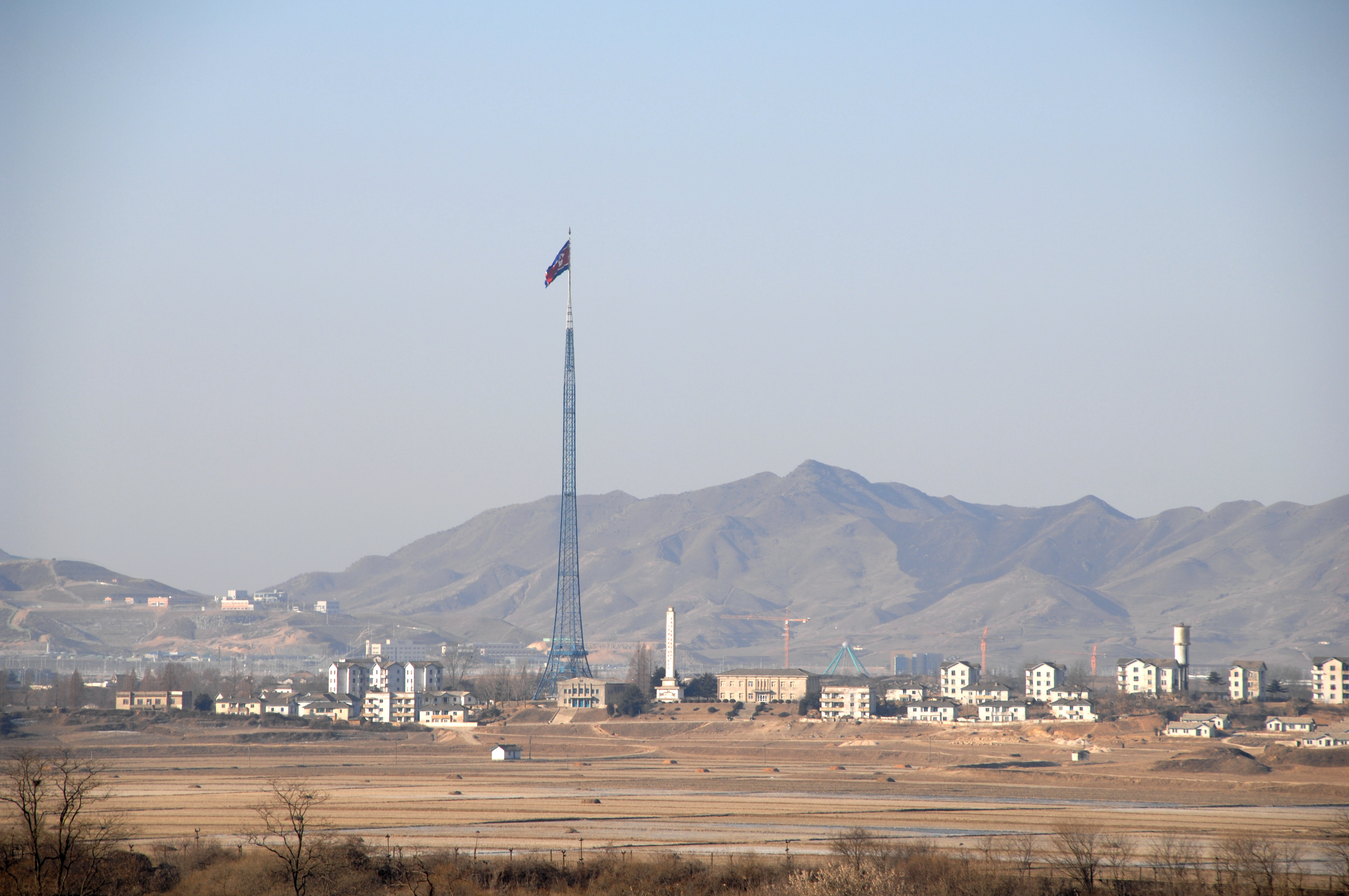
朝鲜機井洞村落，旗桿上懸掛著近270公斤的朝鮮民主主義人民共和國國旗，由於該村主要是朝鲜為進行政治宣傳而持續存在，因此機井洞又有「宣傳村」之稱。

到了2004年為止，仍有許多大型的揚聲器安裝在幾棟建築物上，並不斷對韩国地區播放朝鲜官方的宣傳廣播。這些廣播最初的段落內容為：「詳細地歌頌朝鮮民主主義人民共和國的美德，並敦促心懷不滿的韩国士兵和農民只需步行越過邊境就會有親如兄弟的朝鲜同胞歡迎。」在宣傳完朝鲜對投誠者的待遇後，音調通常又會切換到高音來進行反西方的譴責宣傳與演講。
1980年代時，韩国政府在臺城洞架設一座高98.4公尺（約323英尺）的旗桿，上面掛著近130公斤（約287磅）的大韓民國國旗；朝鲜政府為了對應這種宣傳，於機井洞距離韩国1,200米（約0.7英里）處架設一座高約160公尺（約525英尺）的旗桿，上面掛著一張重達270公斤（約595磅）的朝鮮民主主義人民共和國國旗，有些人把這樣的反應稱為「旗桿戰爭」。起初朝鲜架設該旗竿時為世界第一高的旗杆，直到2010年亞塞拜然於巴庫立起高約162公尺（約531英尺）的亞塞拜然國旗旗竿後才被超越。

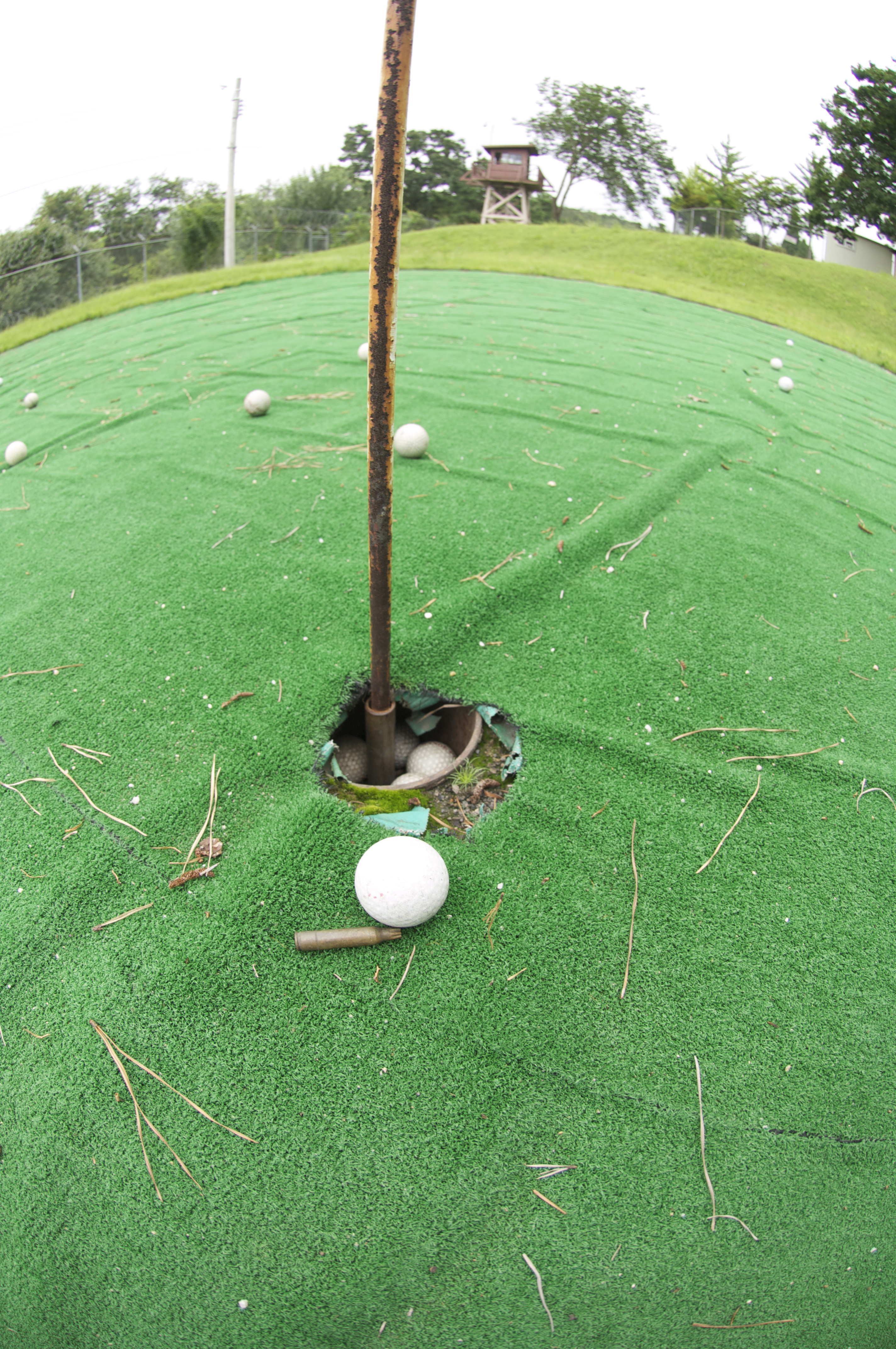
「世界上最危險的高爾夫球場」：朝韓非軍事區的柏尼法斯營高爾夫球場。

### 柏尼法斯營
柏尼法斯營是聯合國軍的軍事基地，它位處朝韓非軍事區南部邊界以南後方400米處。而只要再往北2,400米持續前進，便可抵達位在板門店共同警備區處、分割了韩国與朝鲜的軍事分界線。柏尼法斯營為派遣軍事人員於共同警備區值勤的重要基地，其主要任務是監督並執行1953年朝鲜和韩国簽署的《朝鮮停戰協定》內容。韓國國軍和駐韓美軍士兵則是把柏尼法斯營作為聯合國軍的一個重要司令部，主要對非軍事區的共同警備區和周邊地區提供指導方案。營地內也有一家禮品店，主要販賣與非軍事區和共同警備區相關的伴手禮，禮品店同時販售韩国與朝鲜的產品。
該營地的前身最早被命名為小鷹及自由鐘營。到了1986年8月18日，為了紀念美國陸軍上尉阿瑟·柏尼法斯因板門店事件，與馬克·巴雷特一同遭朝鲜士兵殺害，而改軍事基地名稱為柏尼法斯營。在營地那裡，還有一個標準桿的「高爾夫球場」，其中有一部份也已使用了AstroTurf草地綠化。但值得注意的是，這高爾夫球場的三面被地雷區包圍著。《運動畫刊》把這座高爾夫球場稱呼為「最危險的高爾夫球場球洞」，並有報告說至少已經有一次因誤擊而導致地雷引爆。1998年，凱文·沙利文於《華盛頓郵報》中稱柏尼法斯營為「僅距非軍事區南部440碼遠，由三道帶刺鐵絲網包圍著建築小聚落」，並說如果不是周遭的雷區和士兵，這裡「看起來像是一座大型的童子軍營地」。

### 韓國牆

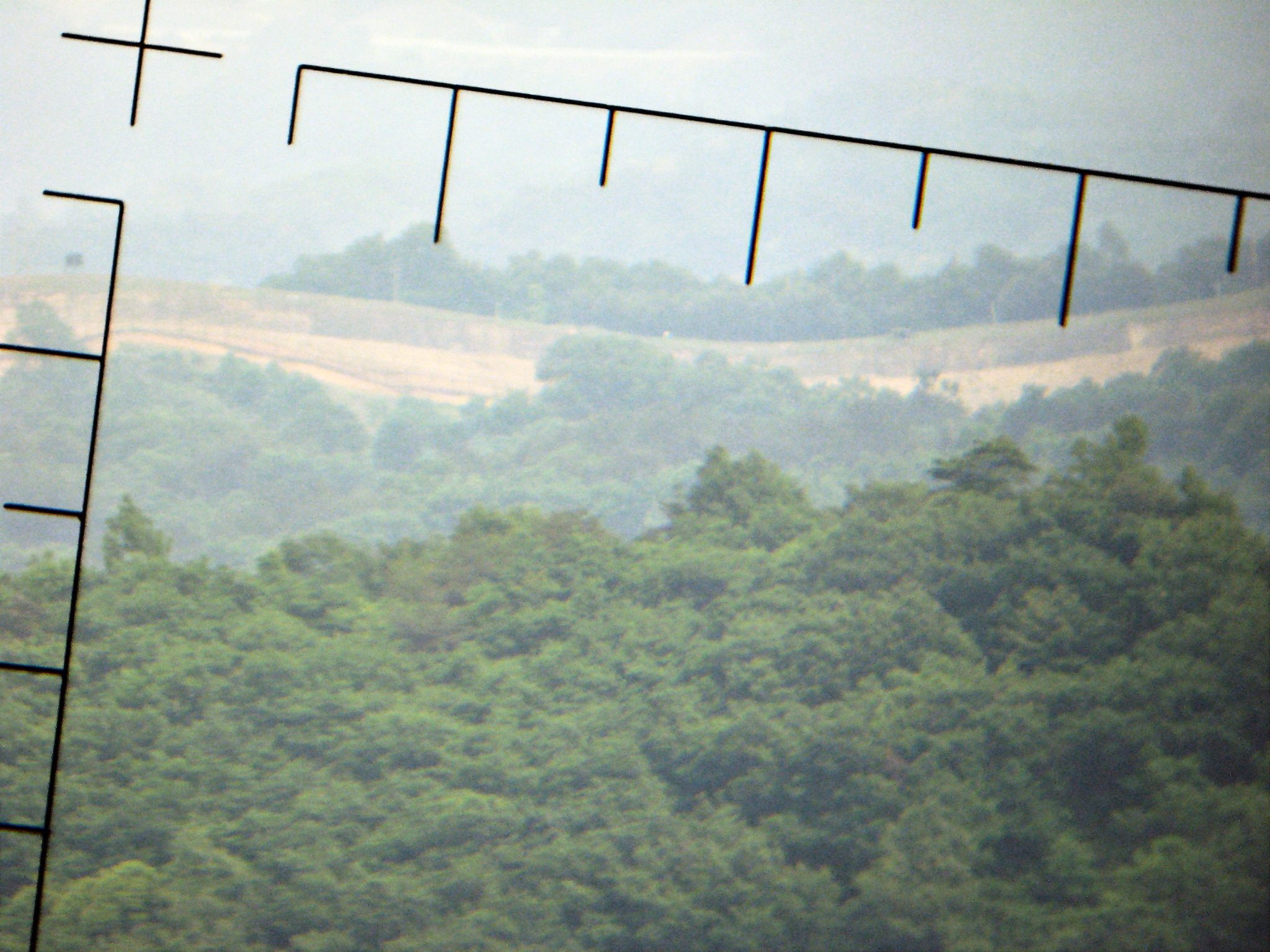
使用望遠鏡自朝鲜一座前哨站觀看，便可在非軍事區見到疑似「韓國牆」的壁面建築。朝鲜宣稱韩国在它與朝鲜之間用強化過的水泥建造這面牆，不過韩国與美國都否認了這項指控。

韓國牆為一個具體的空間障礙，就如同當年分開東德與西德的柏林圍牆一般，據稱韓國牆是由韩国於1977年到1979年間，沿著朝韓非軍事區的分界線建成。荷蘭記者兼電影製作人Peter Tetteroo在檢視記錄片影像時，他認為（或者在他的朝鲜導遊誘導下）他拍攝了韓國牆的身影。朝鲜曾對韓國牆做如此聲稱：
|  | 在我們國家南部地區的軍事分界線上有一道具體的牆堵著，它硬是削過朝鮮半島的腰部……這座牆從東到西延伸超過240公里（149英里），高度5到8公尺（約16到26英尺）、底部厚度10到19公尺（約33到62英尺），而牆壁中上部分則厚約3到7公尺（約10到23英尺）之多……自1977年開始，韩国統治者花了好一段時間修建這堵牆。 |

1999年12月，朝鲜駐華大使朱昌駿聲稱「韓國牆」分裂了朝鲜半岛。他說韩国在該牆南方堆滿了土壤，讓韩国部隊能輕易越過墙的頂端，使其對南側的軍事入侵毫無影響。他還聲稱韓國牆能作為一個橋頭堡，幫助韩国向北入侵朝鲜國土。而根據美國官方說法，該道牆並不存在，頂多只有部分路段沿著非軍事區架築反坦克障礙。

## 交通

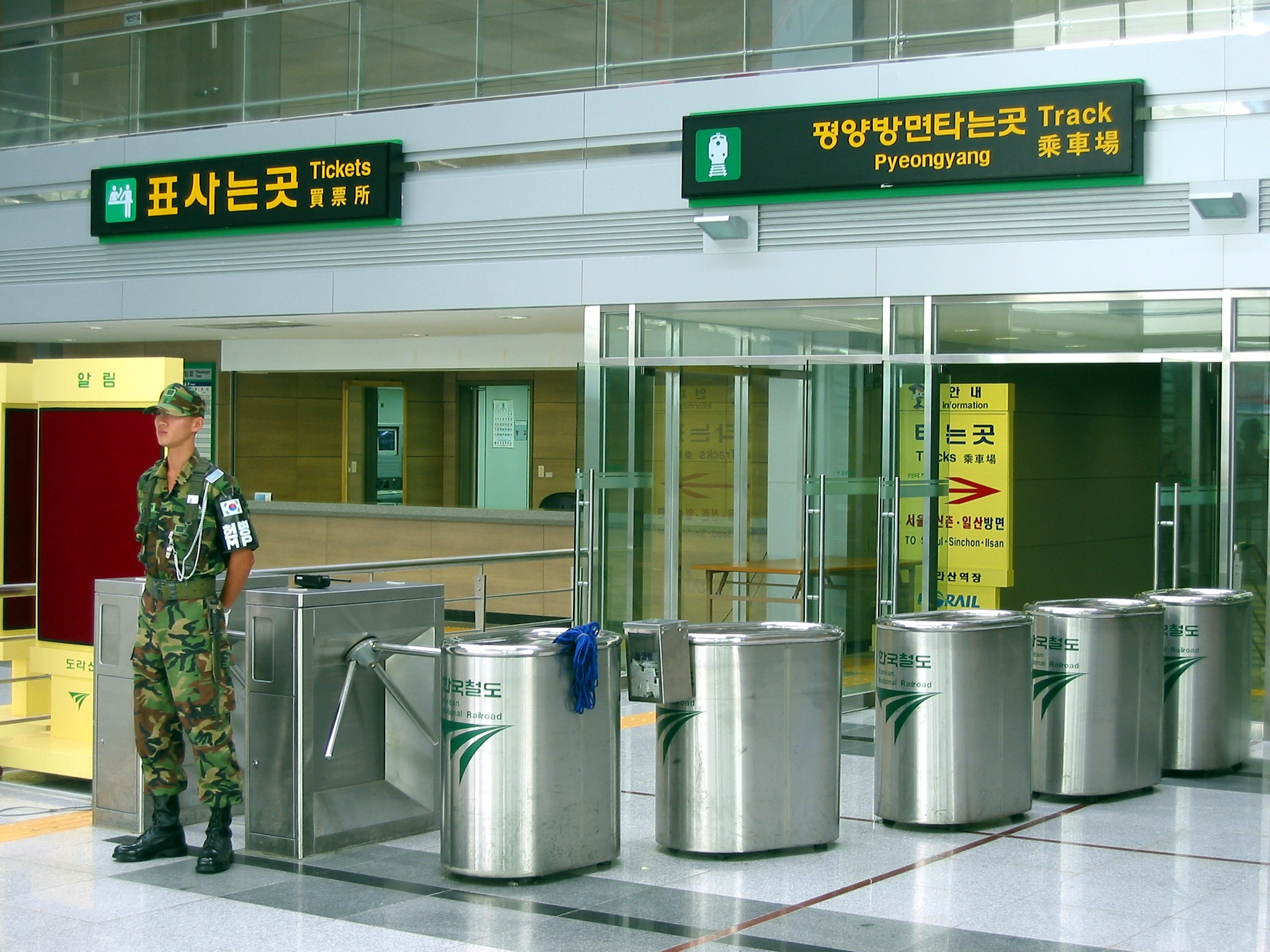
作為南北韓邊境鐵路站點的都羅山站。儘管它有預設接通更北側北朝鮮的鐵路，但到了今日仍是不能實現。

板門店在韓戰結束後，成為了兩韓在非軍事區最為重要的聯絡地點，該村同時擁有了連接韩国和朝鲜的主要公路和鐵路。
鐵路方面，早在1940年代兩韓分立前，便有連接首爾和平壤的京義線。在當時，這條鐵路線載運大量的材料和來自韩国的工人前往開城工業地區工作。由於韓戰使南北韓分治，現時在韩国方面的路線只餘下從首爾龍山站到京畿道西北的都羅山站。在朝鲜方面，從開城至都羅山的線段則被廢止了。餘下的線段，從開城北上至平壤的一段，被重新命名作平釜線，而從平壤到新義州的一段，則被稱為平義線。
京義線的南北路段連接，一直被視為一個南北韓的重大突破，這意味著在朝鲜和韩国之間的關係正在被解凍中。在這段緩和時期中，韩国方面的都羅山站與朝鲜方面的板門站之間開始作定期貨物列車運輸，以方便把原材料運往開城工業區，並把裝成品運回韩国，這般列車每周一會出發。然而2008年11月，北朝鲜當局由於與韩国的關係漸趨緊張，一度決定關閉了鐵路的運作。之後於前任韩国總統金大中逝世，韩国高層官員和參加金大中葬禮的朝鲜代表團利用這機會再次重啟和解會談。2009年9月，通往開城的鐵路和公路過境點再次重新開放。同時韩国建設交通部2010年時成功讓原本只有單軌設計的鐵路，進行了鐵路複線化的改進工程。

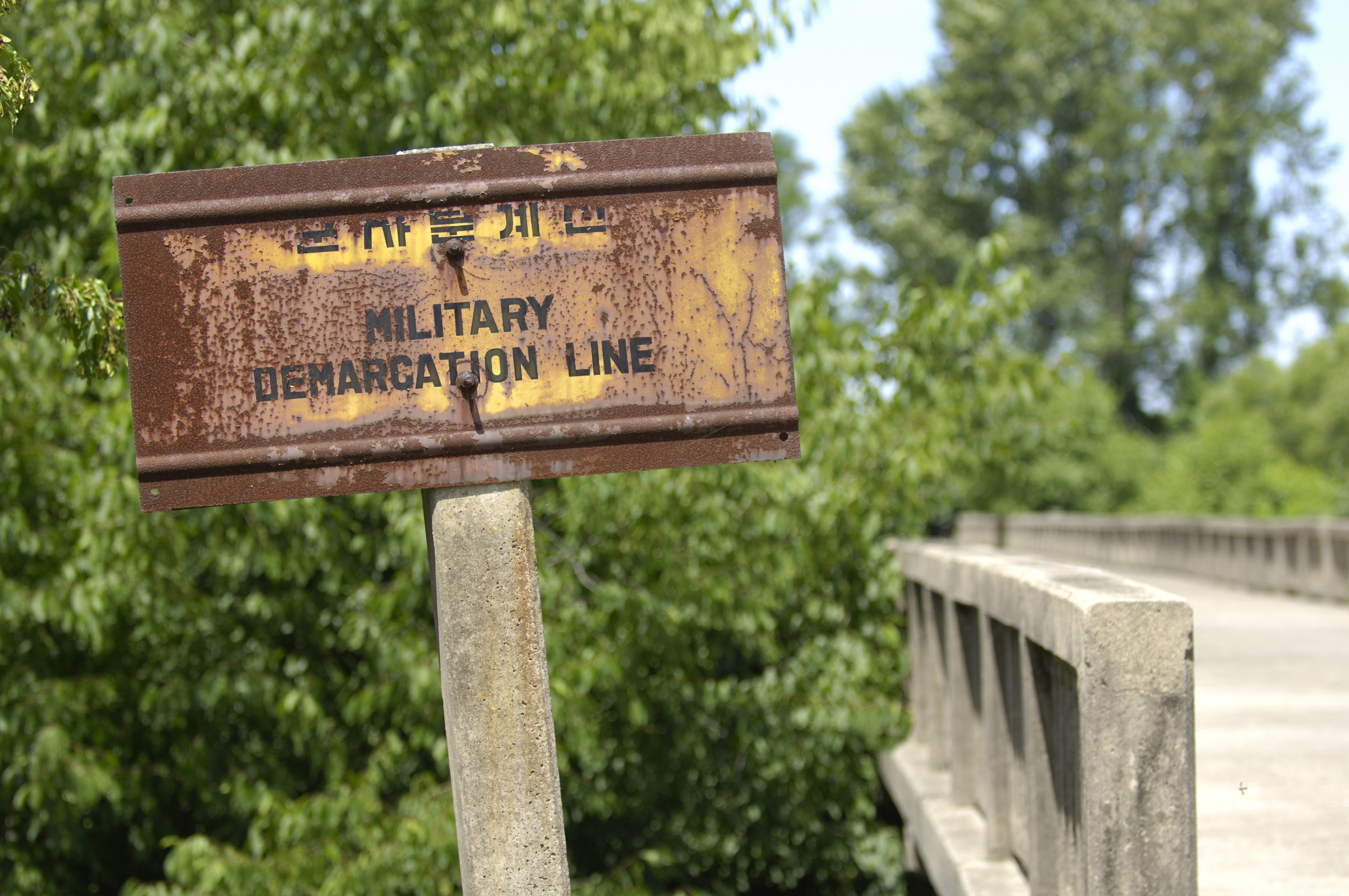
不歸橋往韩国一側的警告標誌，警告前方便是非軍事區的軍事分界線。

位於板門店的道路為韩国富有歷史意義的道路，在過去朝鮮半島也是唯一一個能連接南北兩韓的連結點。道路旁駐守的士兵會嚴格的對通過的車輛或行人進行盤查，就如同過去冷戰其間位在柏林的查理檢查哨一般。不過南北韓雙方的道路在共同警備區時就已經不符合一般公路的使用原則，因為在共同警備區邊界附近有很多混凝土障礙物作為路擋。如果有民眾被允許跨越兩國的邊界時，必須徒步走過邊境線，然後再找尋車輛以供搭乘。
2007年5月17日，第一列運載150名兩韓代表團的列車從朝鲜的金剛山驛出發，透過東海北部線的連結開住了韩国的豬津站。另一個具有重大文化意義的事情為朝鲜開通部分陸路路線，允許韩国遊客前往金剛山觀光地區觀光。根據韩国現代峨山公司所公布的調查報告中，到2005年6月7日為止跨過非軍事區前往金剛山旅遊的遊客人數突破了100萬人次大關，月平均遊客人數超過了2萬人次。然而在2008年7月11日，韩国一位53歲女遊客朴旺子在區內旅遊時，據稱因誤入相距不遠的朝鲜軍事區而被哨兵射殺，韩国政府隨即宣布暫停韩国遊客前往金剛山旅遊。經過兩國的聯合調查，韩国政府回絕了朝鲜的說法並暫停了旅遊度假村的計劃。2010年4月23日，朝鲜宣佈沒收金剛山觀光地區的韩国資產，以彌補韩国單方面停止計劃兩年多的損失；並表示「韩国人今後將永遠不能再踏上金剛山」，代表著金剛山觀光地區不再向韩国遊客開放。

## 野生動植物

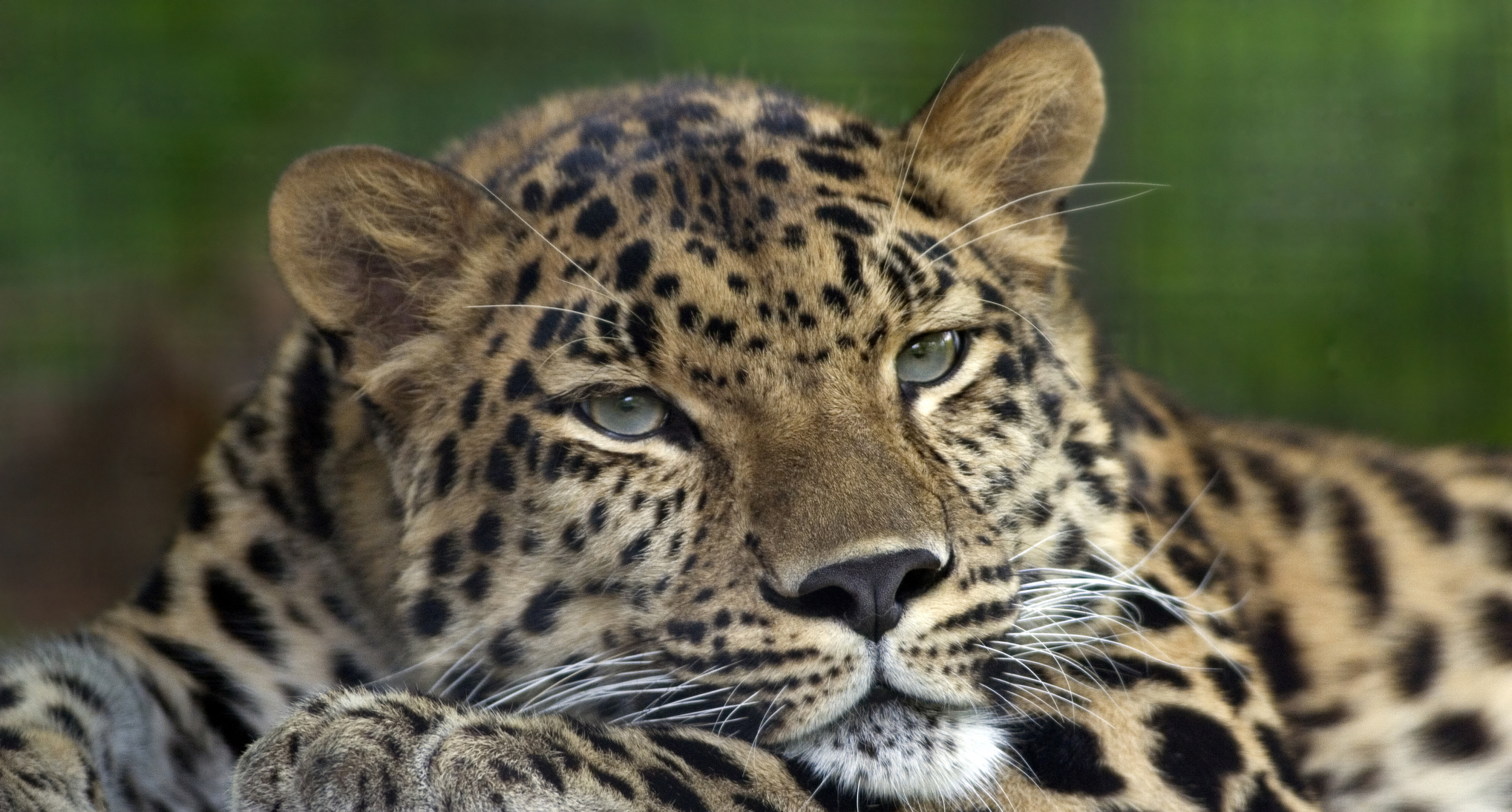
瀕臨滅絕的遠東豹已發現在朝鲜非軍事區，并有一些族群在此定居。

在過去半個世紀內，朝韓非軍事區一直是十分危險的地區，在內側擁有大量的地雷、坦克陷阱以及鐵絲網，使得在此居住幾乎是不可能的。除了板門店休戰村莊附近往北的長途汽車線路以及東岸的東海北部線，近50年幾乎沒有人進入非軍事區範圍。在這種隔離兩國、長達249公里（約155英里）的非軍事區已經建立了一個非自然保護公園，現在許多專家公認這裡是世界上保存最完好的溫帶地區動物棲地。
在這裡，一些瀕臨絕種的動物和植物物種都生存在這戒備森嚴朝韓非軍事區內，在非軍事區的一旁則有圍牆、地雷和監視站「駐守」著。目前確定在非軍事區內，住有包括極其罕見的丹頂鶴和白枕鶴，以及在地面也潛伏著極為罕見的東北虎、遠東豹和亞洲黑熊。生態學家已經確定了至少有2,900種植物、70種哺乳類動物和320多種鳥類棲息在這狹窄的緩衝地帶。目前生態學家正打算對這片區域，進行更大規模的全面調查行動。不過此地區目前仍埋有不少的地雷，使得非軍事區的生態調查和未來成為環境保護區時有一定的困難及危險存在。
此外，非軍事區也欠缺生物多樣性的良好特質。不過由於其地理橫跨有山嶺、草原、沼澤、湖泊和沼澤，一些環境保護主義人士希望能將在未來兩韓統一後，政府能將現在的非軍事區歸劃為野生動植物的自然保護區，並搭配有完善的保育目標和審核管理計劃。2005年，有線電視新聞網創辦人兼媒體大亨泰德·透納在訪問朝鲜時說道，他會在資金上支持任何將非軍事區劃為一個生態保護區的計劃，並支持這生態保育區能成為聯合國世界遺產之一。而在2010年3月23日時，大韓民國政府宣布建立一條沿著非軍事區邊界的生態越野自行車道，成了兩方政府對非軍事區該處生態首次有關的計畫。目前韓國政府開始接受大眾學者的意見，也企圖將整條朝韓非軍事區規畫成「世界級的旅遊景點」之一。而在下一次的規畫中，還包括有調查中心以及觀測中心的設置。
2017年韓國MBC的綜藝節目《DMZ The Wild 野生的秘密》，即介紹此區的生態為主。

## 圖庫

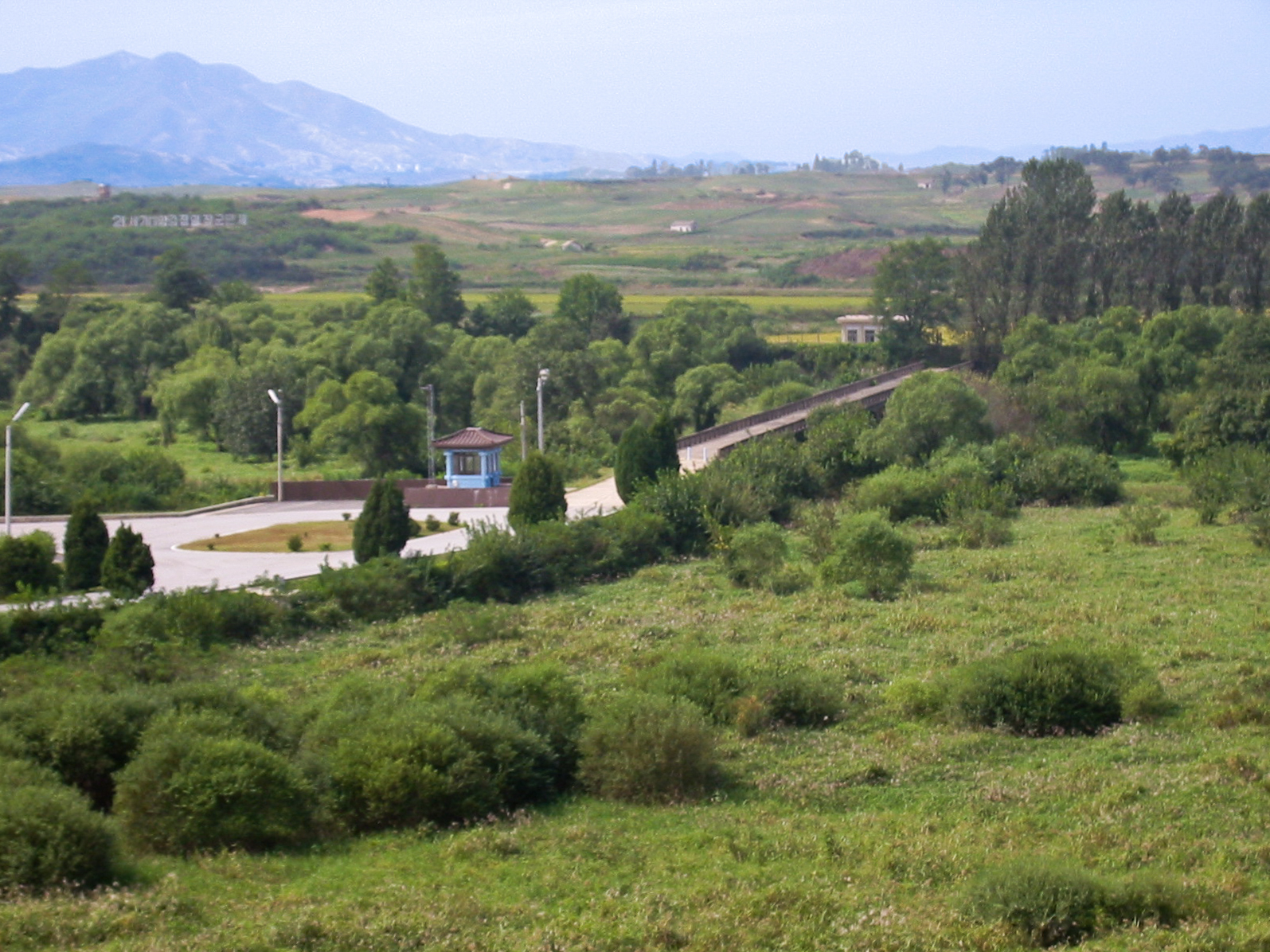
由上往下看到整座不歸橋。37°57′21.88″N 126°40′18.86″E / 37.9560778°N 126.6719056°E
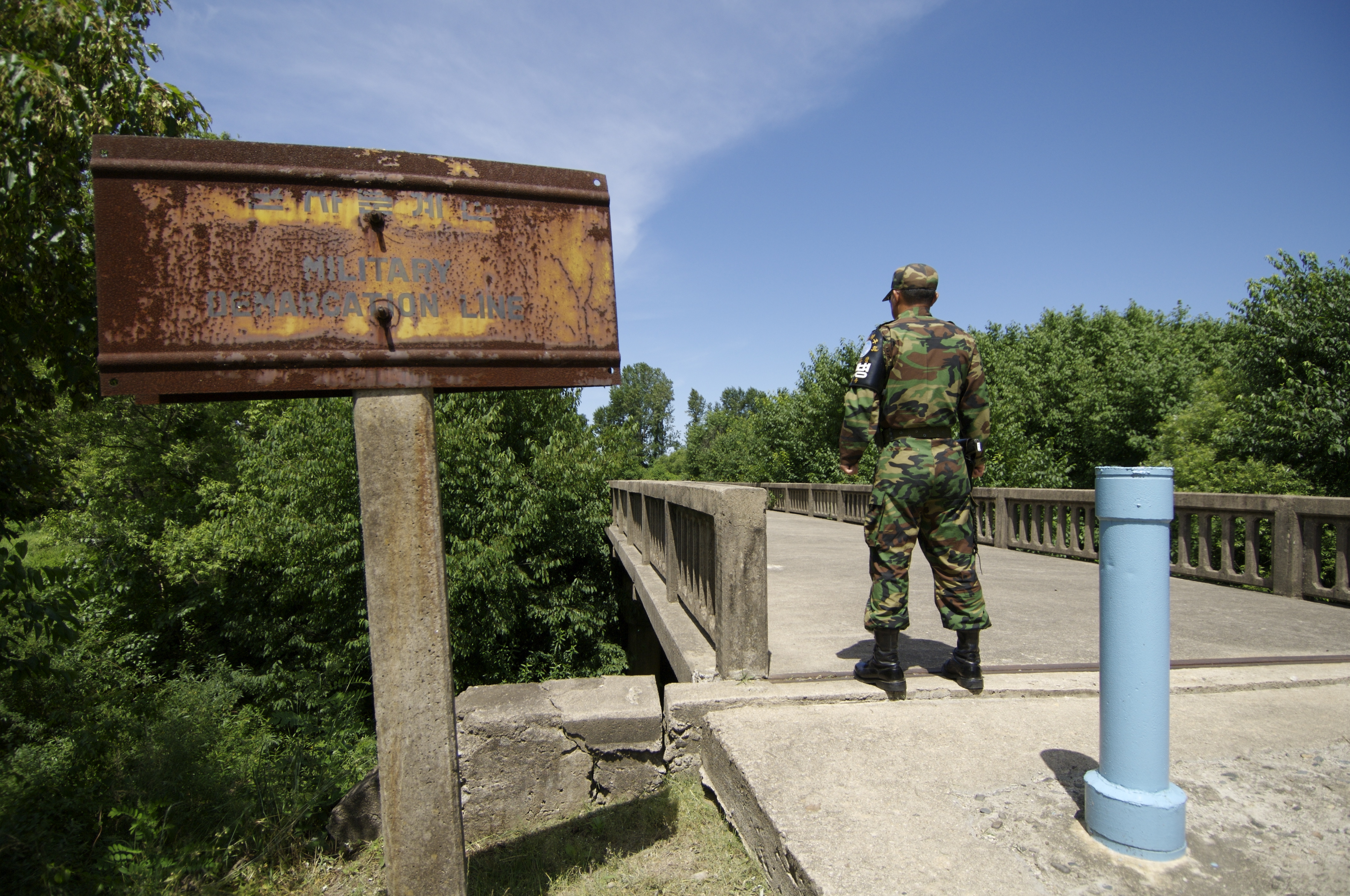
大韓民國憲兵駐守於不歸橋前。
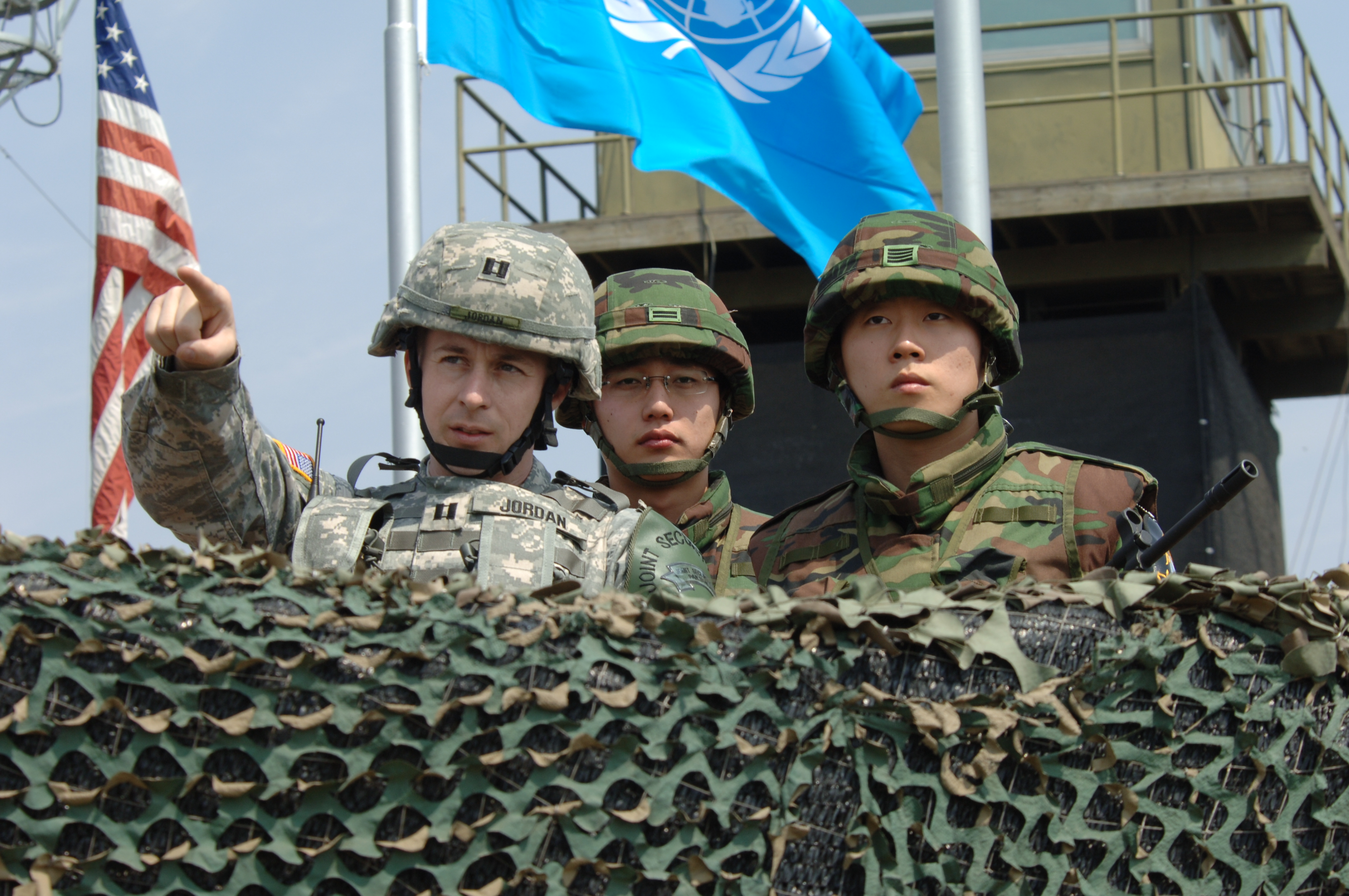
大韓民國陸軍士兵與美軍上尉軍官站在位在板門店的觀察哨（英语：Observation post），一同視察朝韓非軍事區的狀況。
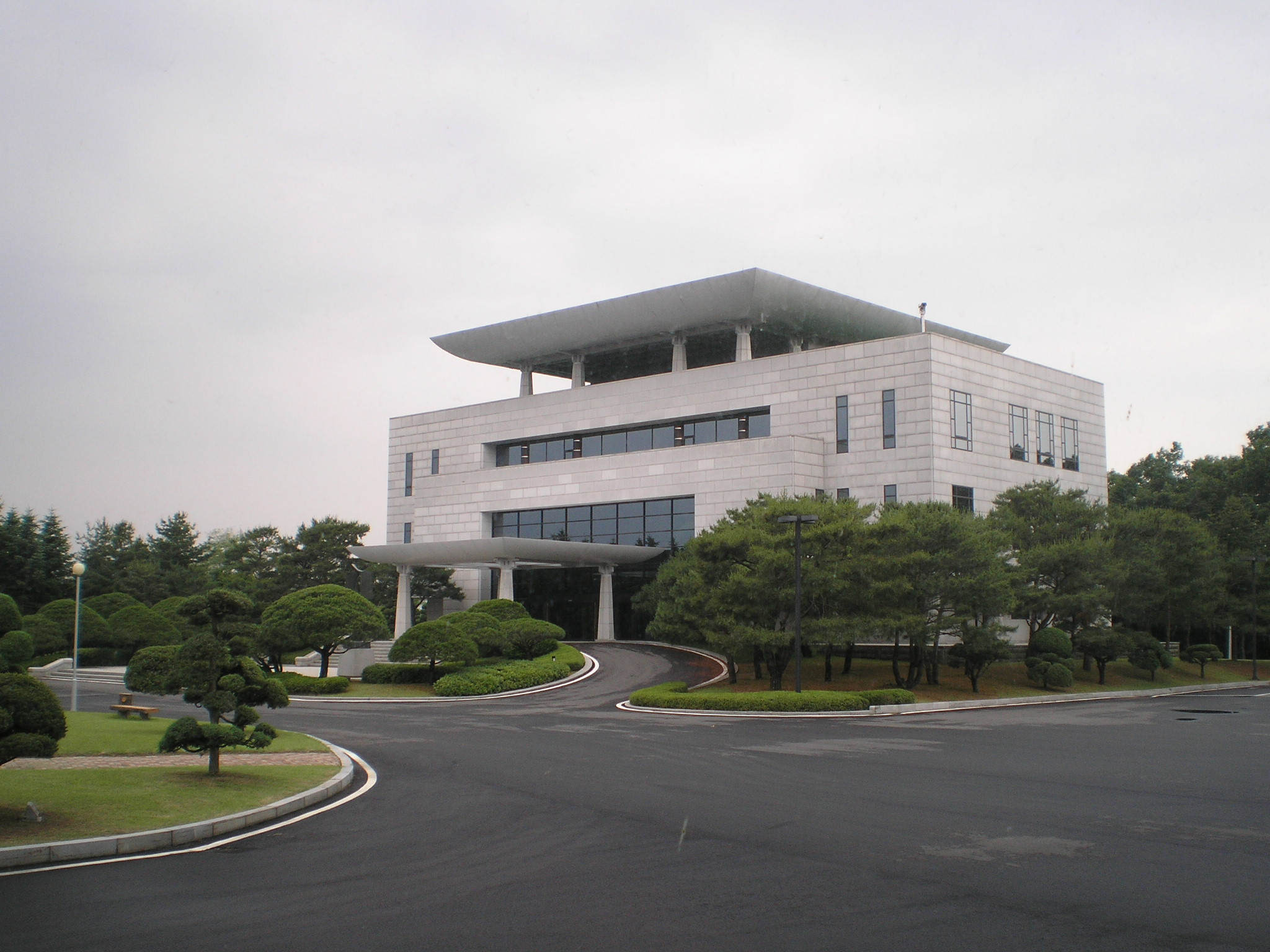
位在共同警備區的大韓民國的和平之家，自1998年開始透過多次的會談，讓許多因韓戰而失散的家庭再次重聚一起。
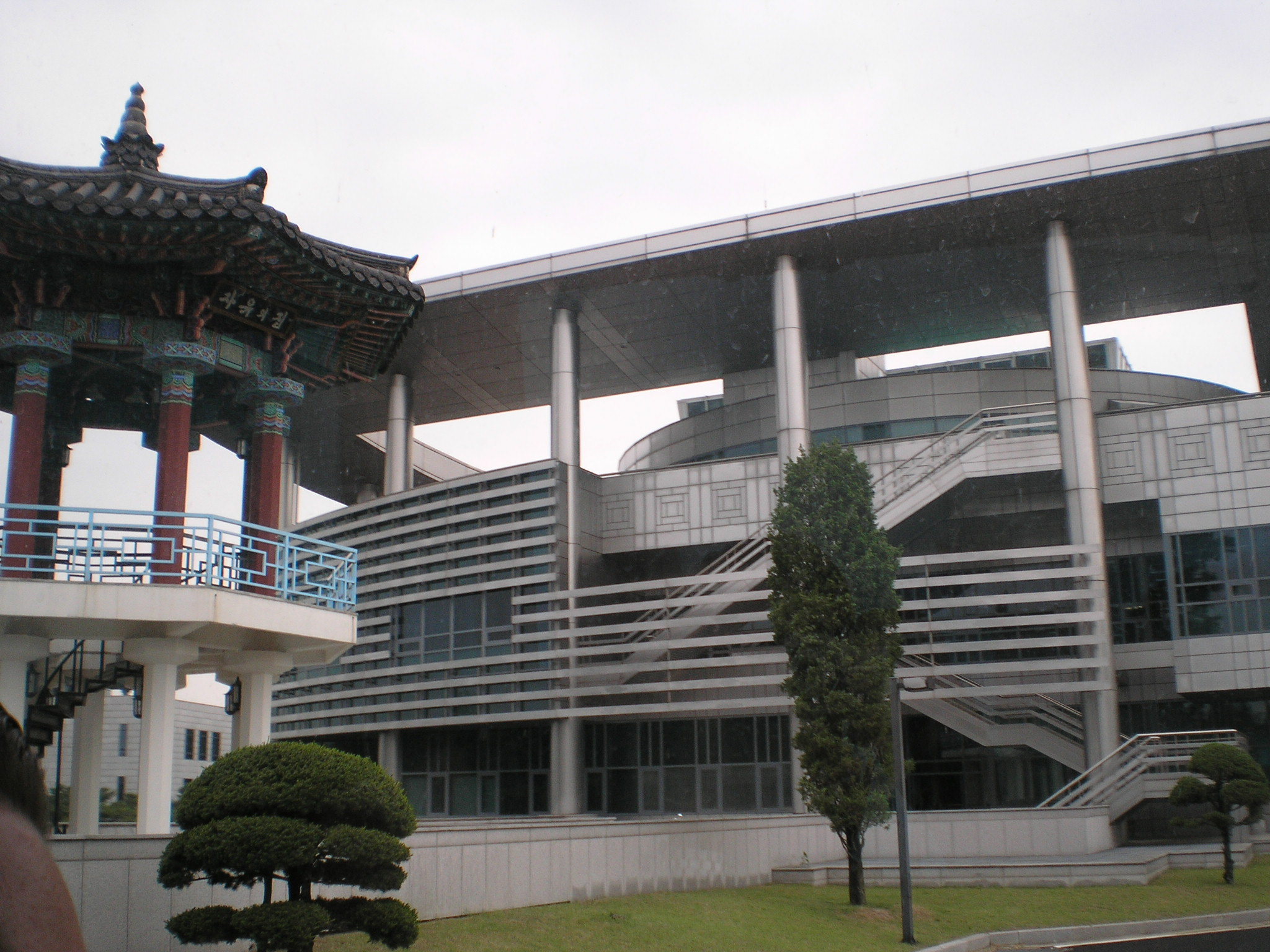
當年的自由之塔，也被規畫成新建的和平之家一部份。
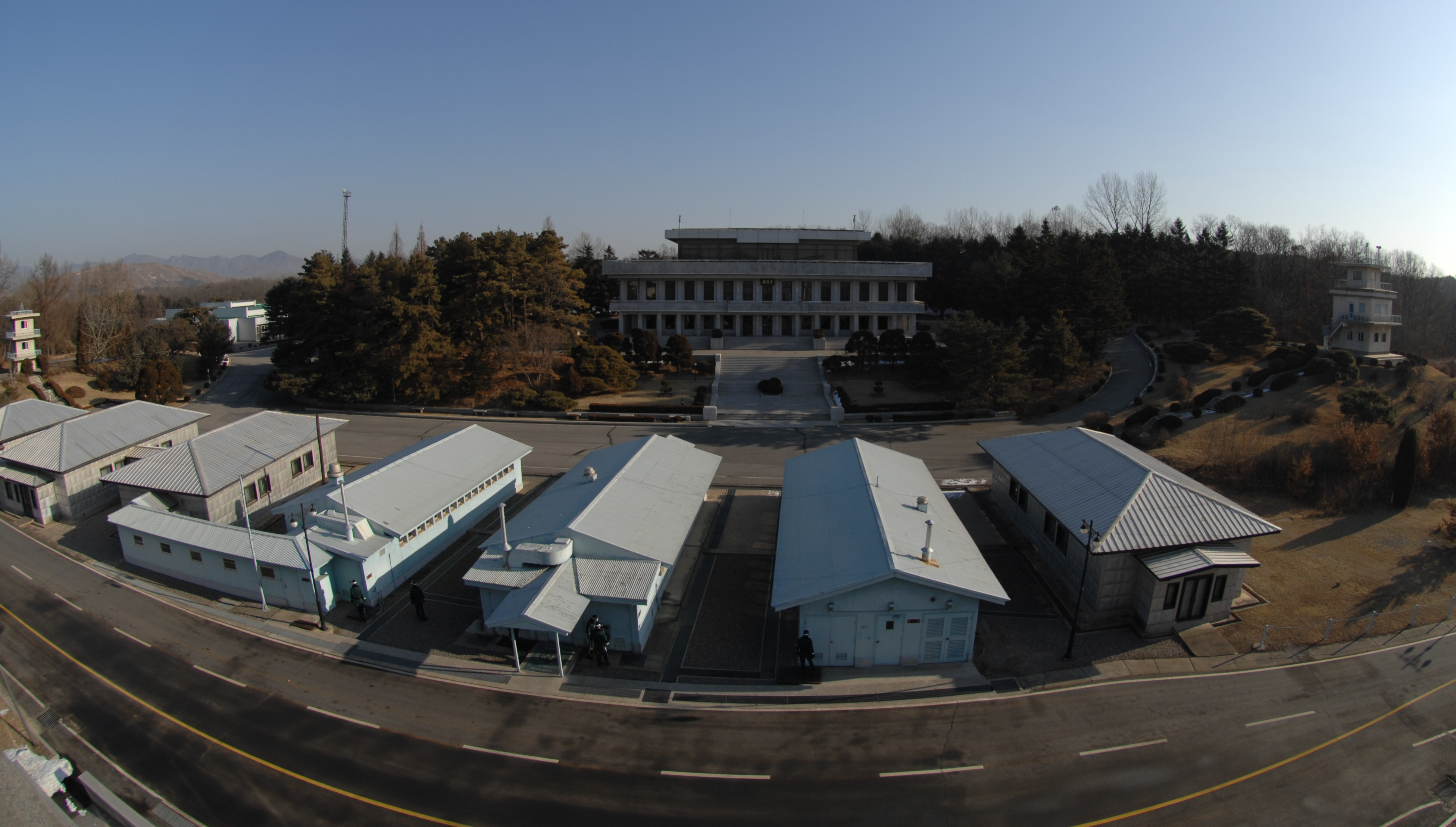
由上往下看整個共同警備區。
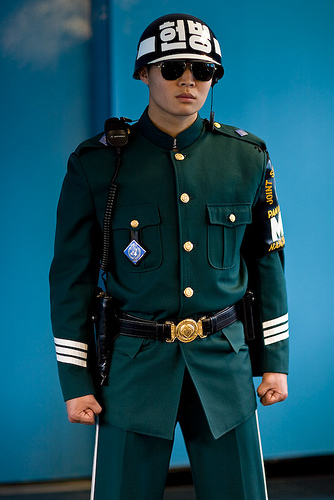
一個韓國憲兵在共同警備區的會議室內站哨。
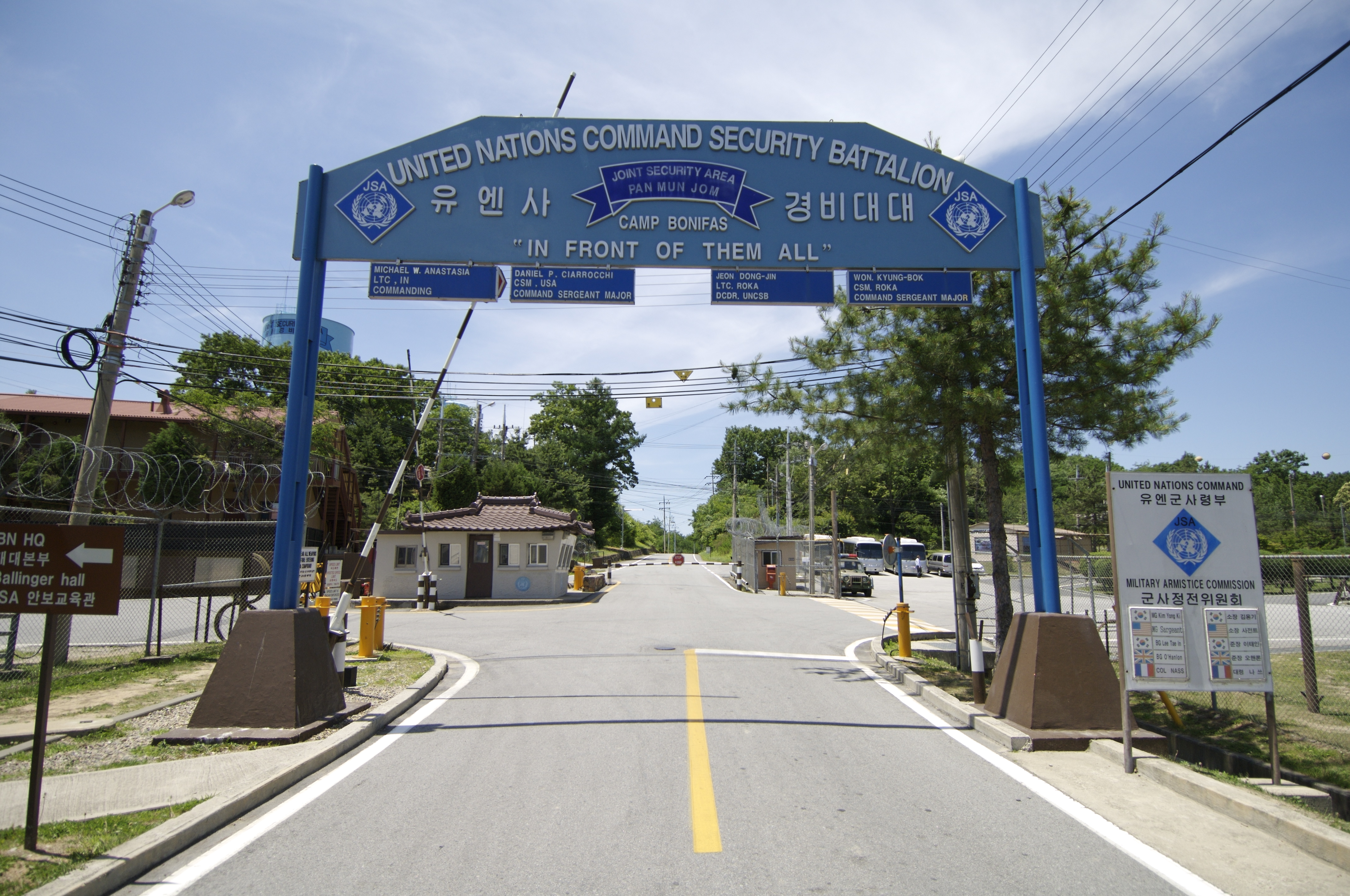
位在朝韓非軍事區外的柏尼法斯營大門，沿著道路再往北走便是板門店。37°55′56.01″N 126°43′39.67″E / 37.9322250°N 126.7276861°E
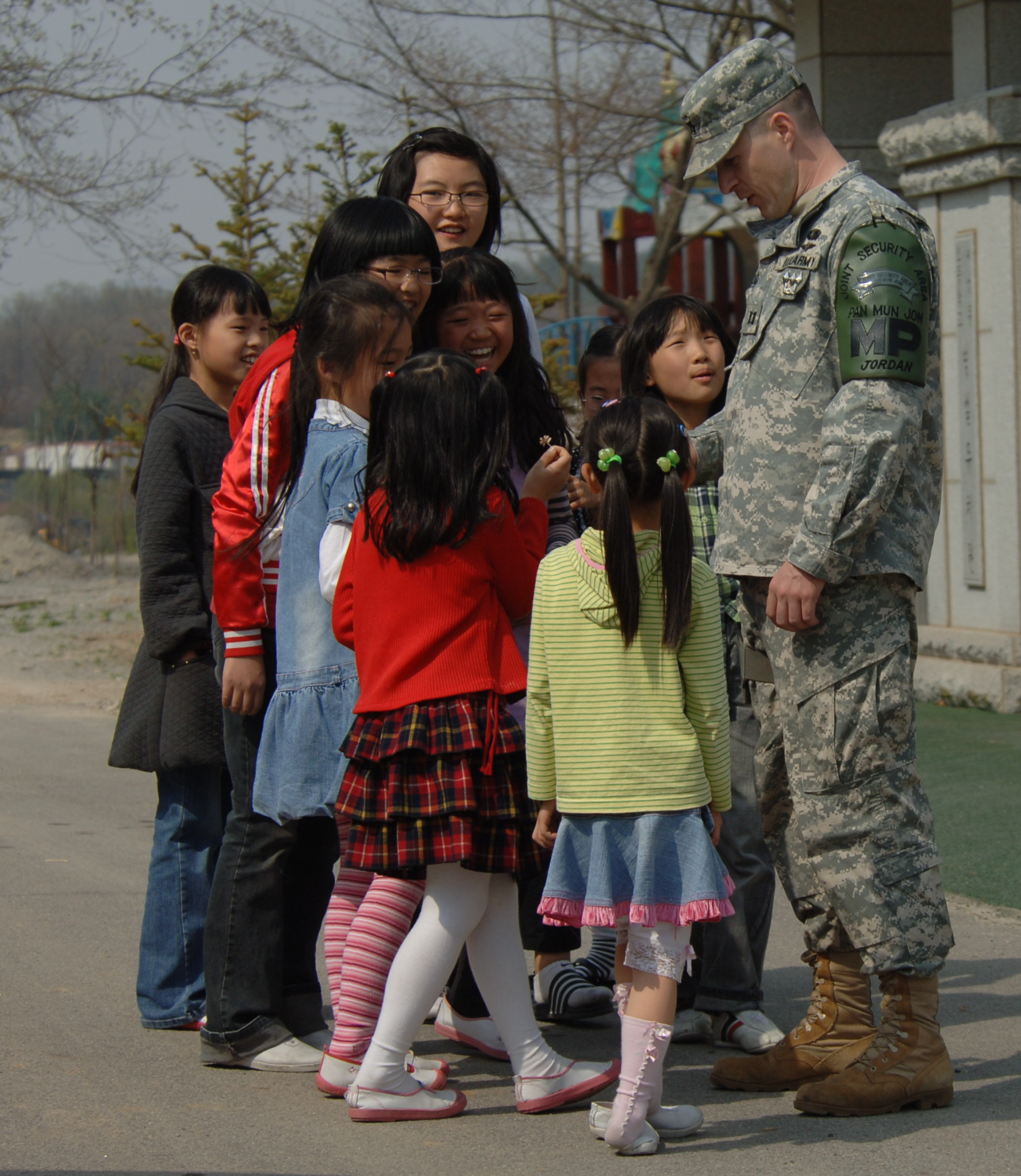
一名隸屬於聯合國軍警衛營的美軍上尉，前往訪問位在大成洞的大成洞國小當地的學童。
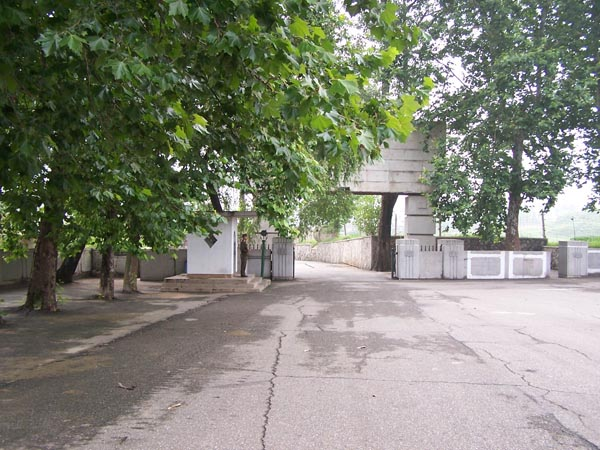
板門店一座負責通往朝鲜非軍事區的主要路口。37°57′54.23″N 126°38′46.59″E / 37.9650639°N 126.6462750°E
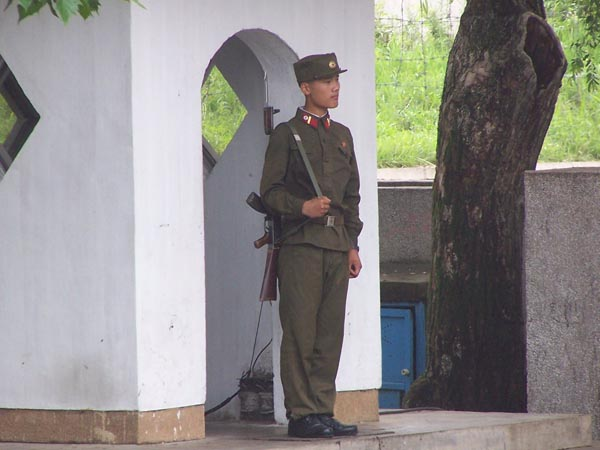
一位朝鮮人民軍士兵正於共同警備區的道路旁站崗。
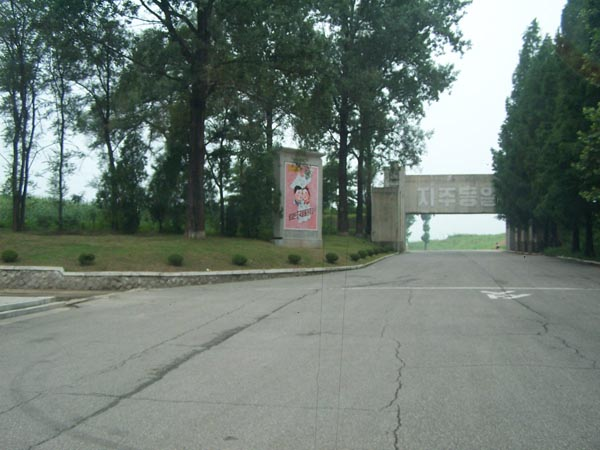
從朝鲜土地往主要入口看，在路口旁有一個以「自主統一」宣傳口號作為掩飾的反坦克措施（英语：Main Line of Resistance）。
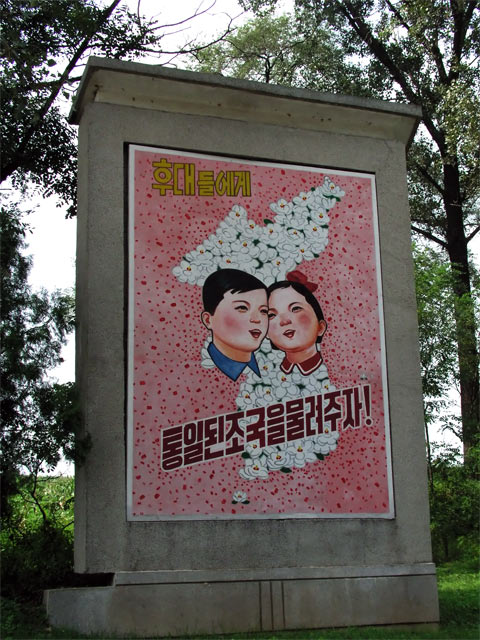
朝鲜的宣傳廣告（英语：Propaganda in North Korea），上面寫著：「為我們的下一代統一祖國」。
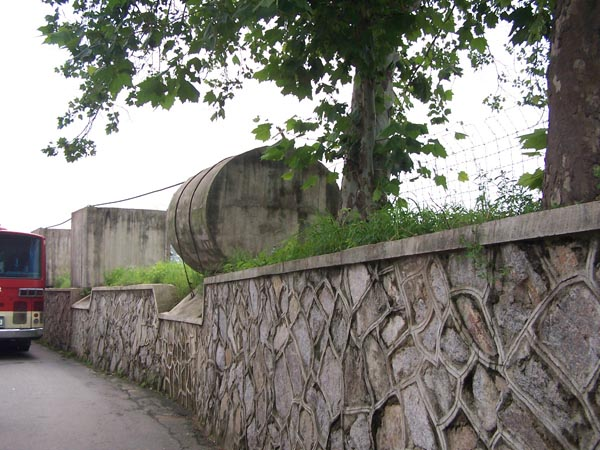
朝鮮人民軍在路旁所準備的水泥塊，能在緊急時放下作為路障使用。37°57′52.88″N 126°38′53.14″E / 37.9646889°N 126.6480944°E
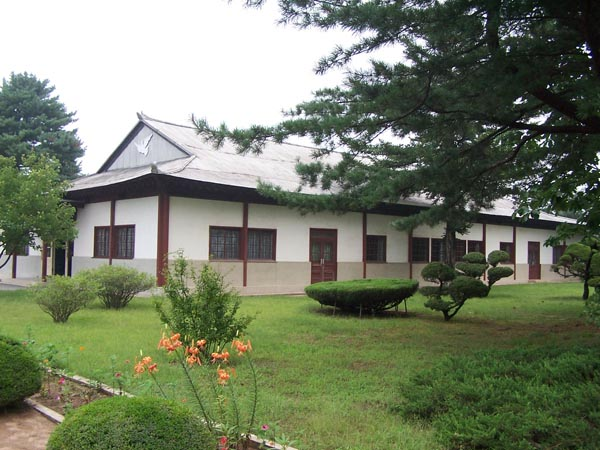
當年簽訂結束了韓戰的《朝鮮停戰協定》所在的屋子。37°57′40″N 126°39′53″E / 37.961092°N 126.6647°E
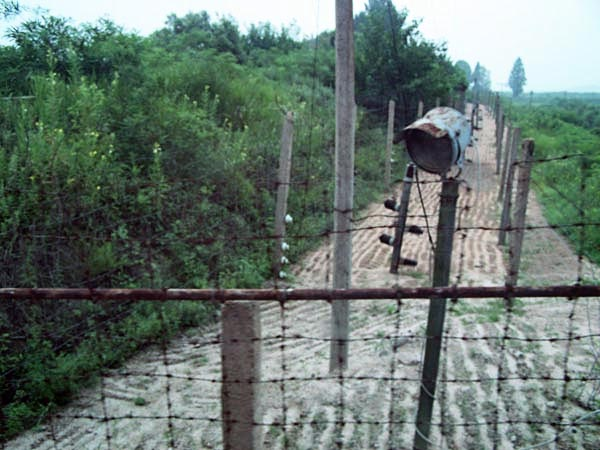
共同警備區以外的非軍事區邊界，試圖越境者將會看見電籬笆，而砂質土地上則埋藏有地雷。
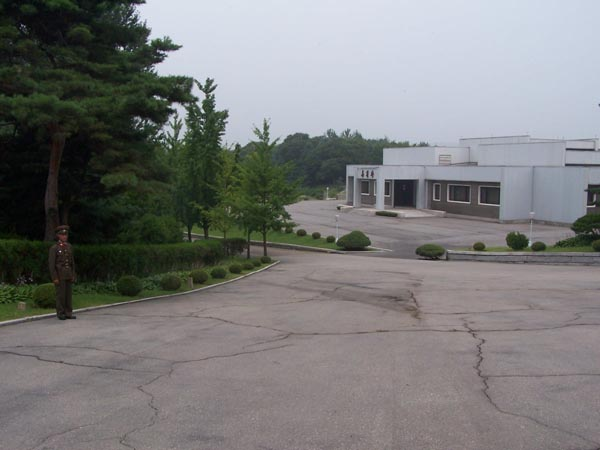
位在共同警備區朝鲜一方的板門館。37°57′27.69″N 126°40′37.17″E / 37.9576917°N 126.6769917°E
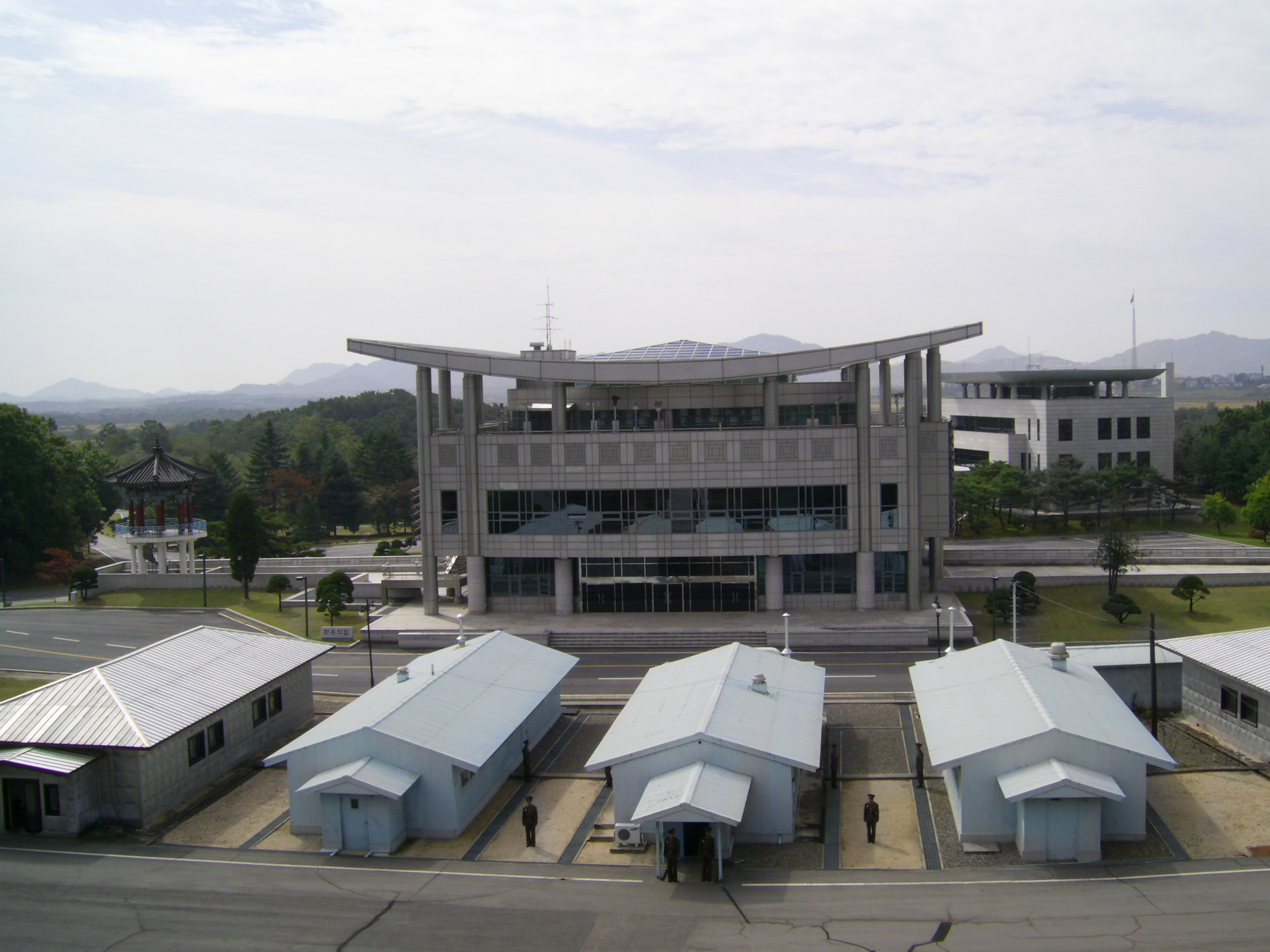
自北方往南方所見到位在共同警備區的會議室。
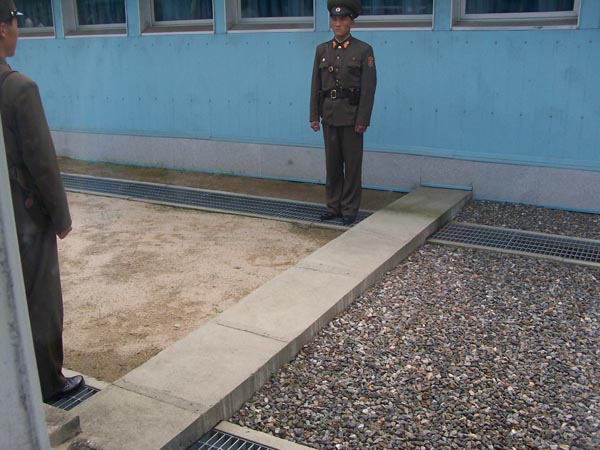
共同警備區會議室的具體邊界，這亦為兩韓的軍事分界線。
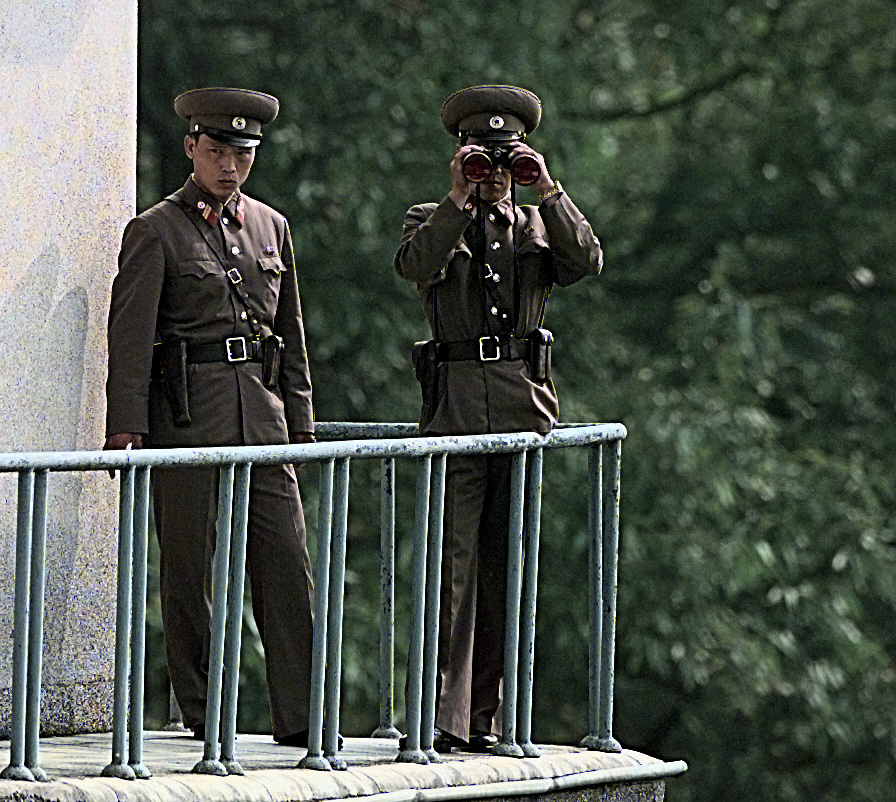
駐守於共同警備區的朝鲜邊防部隊，正在從高處的觀察哨（英语：Observation post）監測會議的狀況。37°57′20.14″N 126°40′40.90″E / 37.9555944°N 126.6780278°E
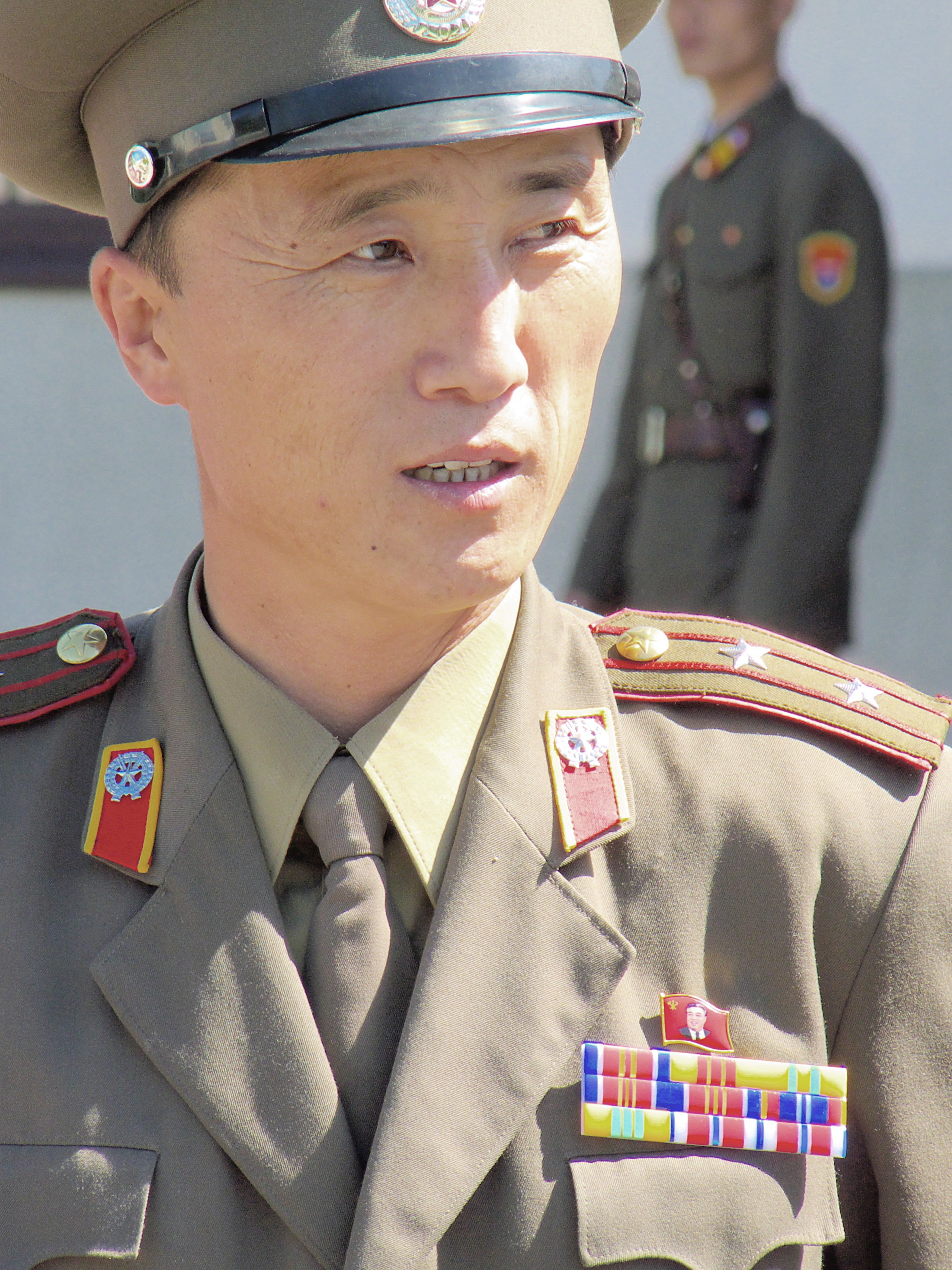
一位朝鮮人民軍中校正巡視共同警備區的守衛狀況。他身上的配飾包括一個第二型國旗狀（至少具备20年朝鲜勞動黨党龄才會被授予）的金日成胸章，和兩级军事服务荣誉勋章（英语：Orders and Medals of the Democratic People's Republic of Korea）的勋略。
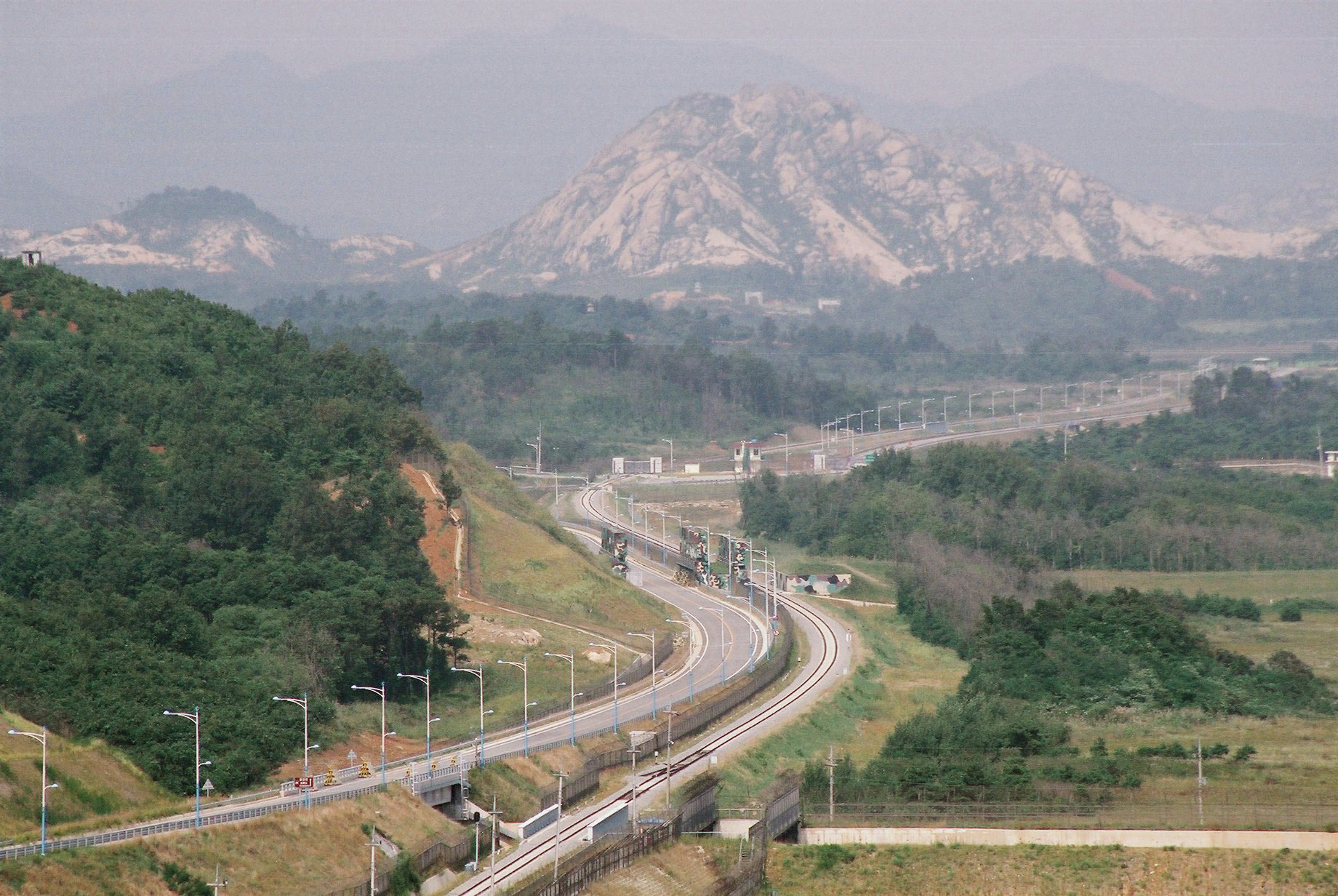
自三八線韩国方向眺望整條東海北部線，該線路與周遭的公路一度開放能通到金剛山觀光地區，這張照片攝於2005年9月。
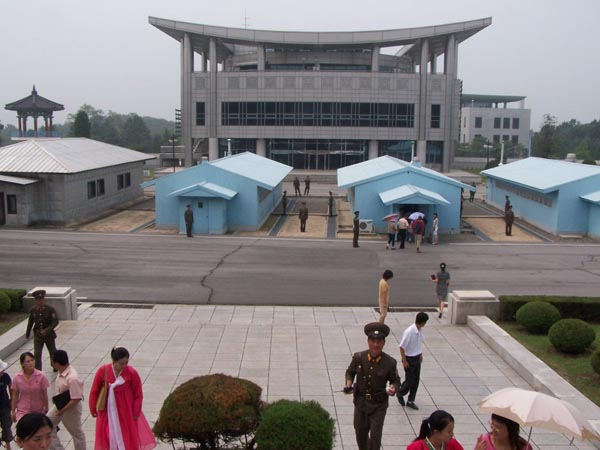
位在緩衝區的會議室。
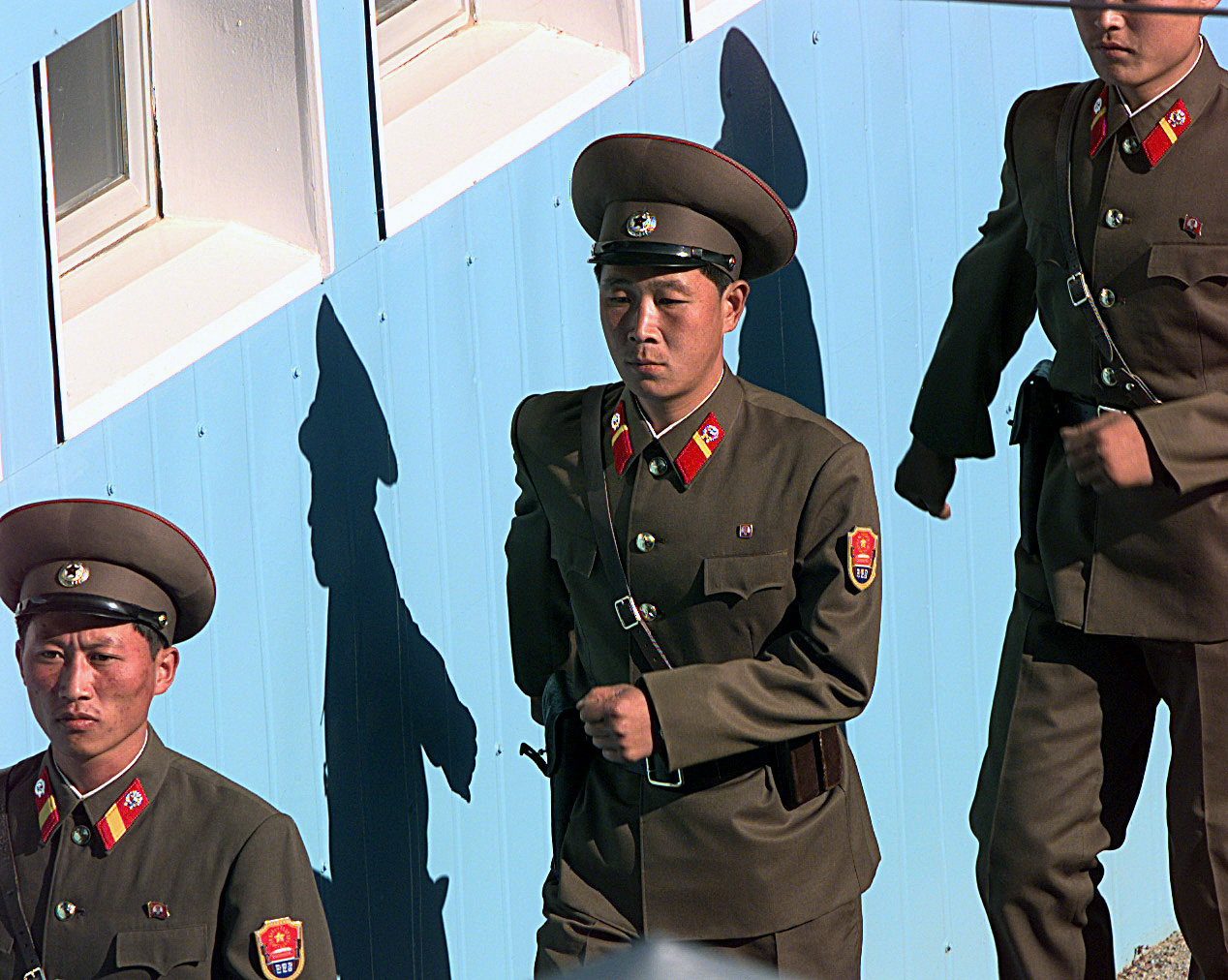
朝韓非軍事區的朝鲜隊伍正於位在板門店的共同警戒區巡邏。
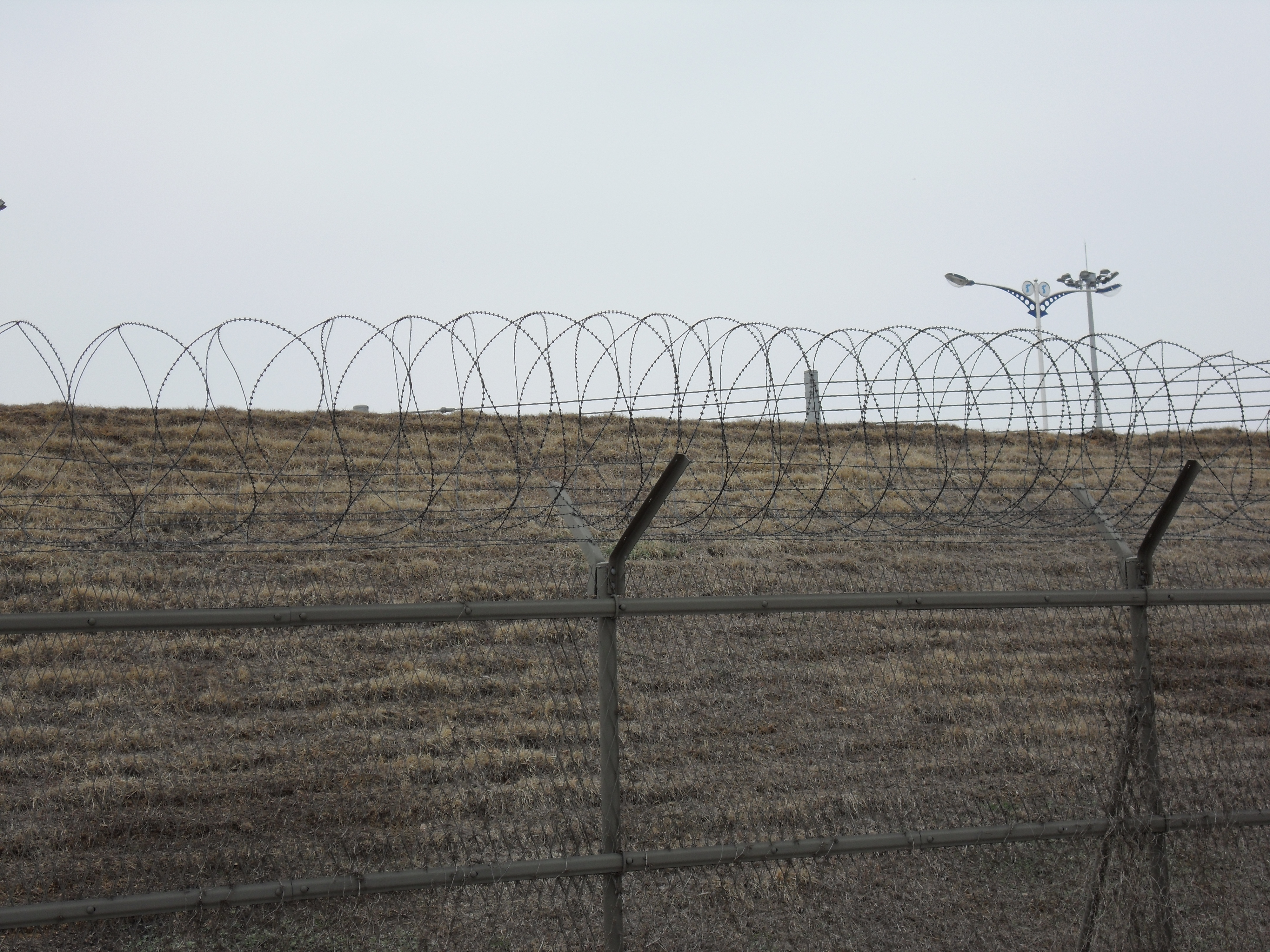
朝韓非軍事區南側的邊界地雷區。
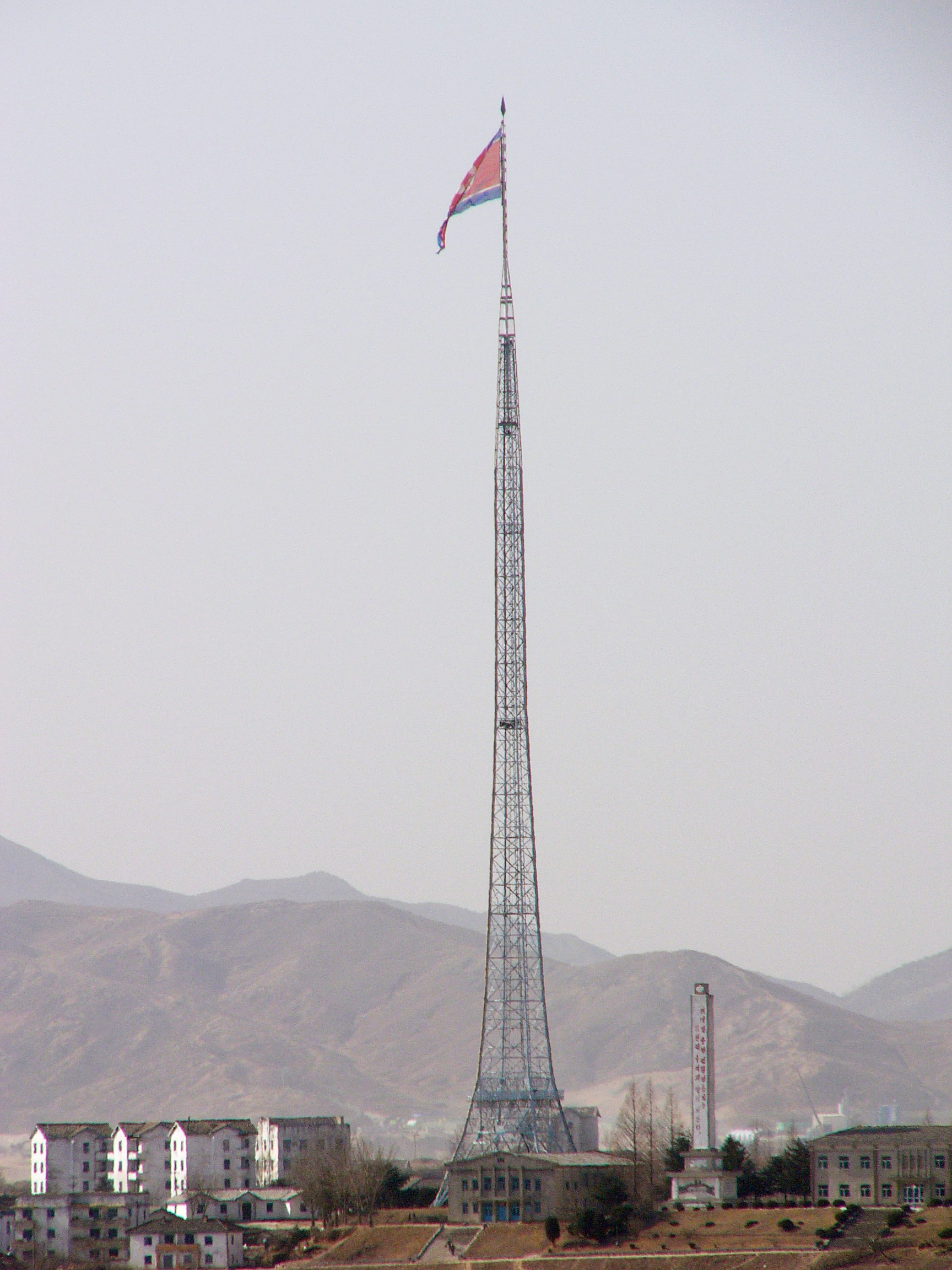
位在機井洞的高160公尺的巨大旗桿，這旗桿一度被列為世界第一高的旗桿，光是上頭懸掛著國旗便將近270公斤左右。
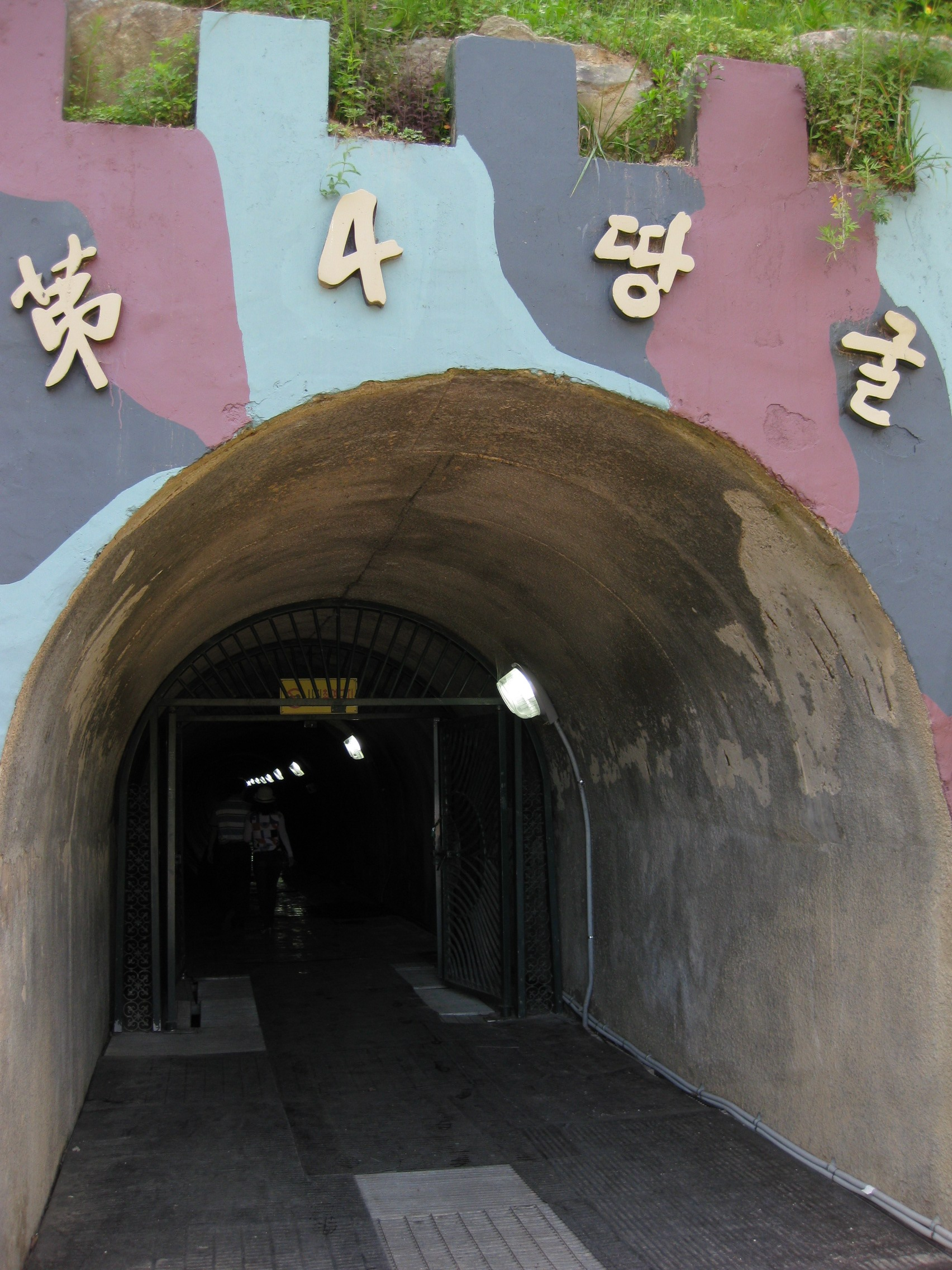
經過朝韓非軍事區的第四條滲透入侵隧道。
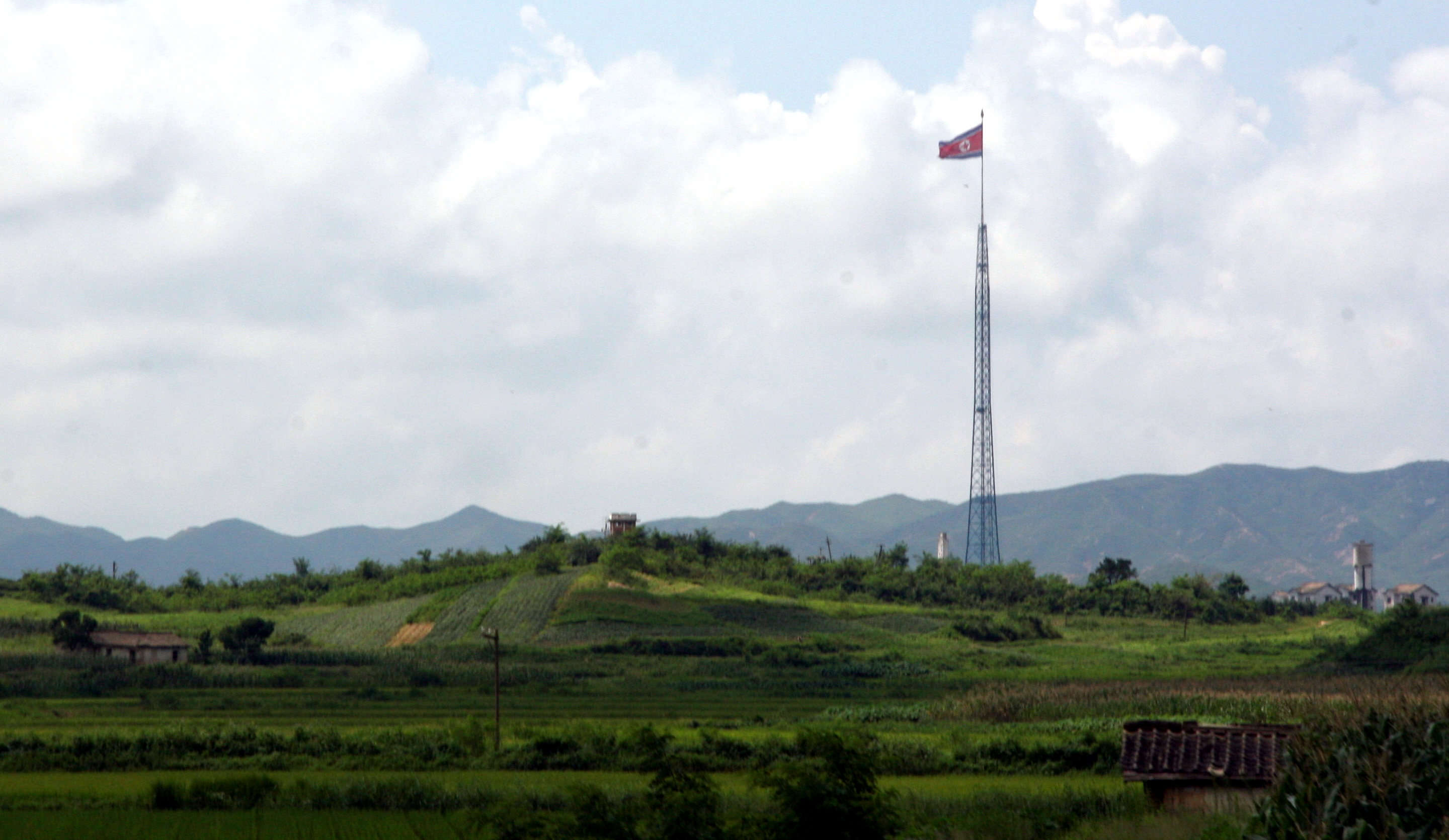
遠望機井洞的村落以及著名的巨大旗桿。

## 外部文獻
- Alex Elferink. . 荷蘭多德雷赫特: 施普林格科學+商業媒體. 1994年9月9日. ISBN 079233082X （英语）.
- Joseph S. Bermudez. . 澳洲悉尼: Allen & Unwin（英语：Allen & Unwin）. 2000年7月. ISBN 1864485825 （英语）.

## 外部連結
- （英文）DMZ Korea （页面存档备份，存于）
- （英文）Too Sexy for the DMZ （页面存档备份，存于）
- （英文）Status and ecological resource value of the Republic of Korea’s De-militarized Zone[永久]
- （英文）Welcome to the U.S. Army Installation Management Command Korea.
- （英文）The DMZ tour...part four: inside the JSA conference room （页面存档备份，存于）
- （英文）North Korea Uncovered – (Google Earth) （页面存档备份，存于）
- （英文）DMZ Dec 2007 （页面存档备份，存于）
- （英文）THE DMZ FORUM （页面存档备份，存于）
- （英文）More than Seoul: The DMZ
- （英文）the road to freedom village （页面存档备份，存于）